# Archikatedra Świętych Wita, Wacława i Wojciecha w Pradze

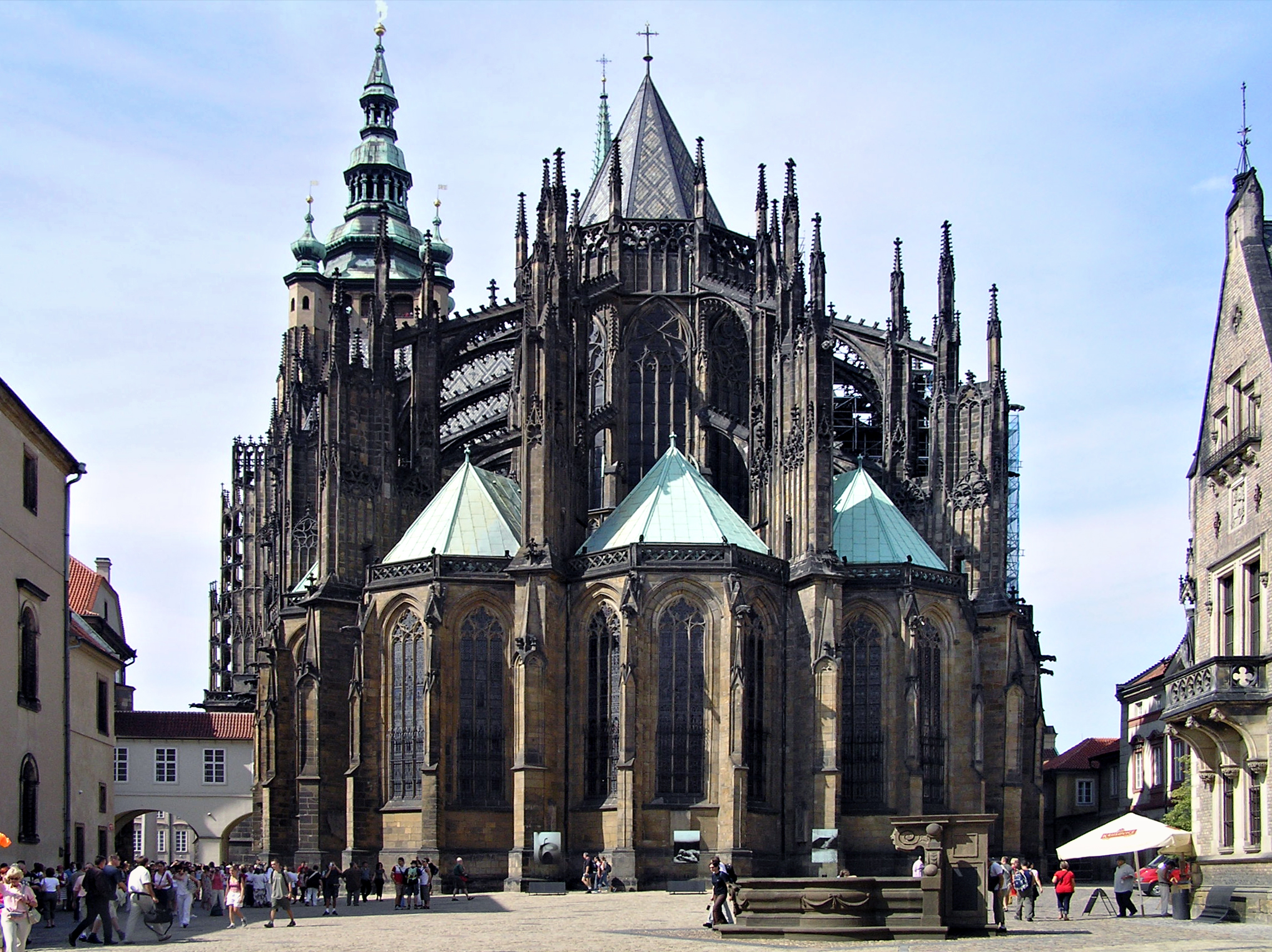
Widok katedry od strony wschodniej

Katedra Świętych Wita, Wacława i Wojciecha albo katedra Świętego Wita (cz. Katedrála svatého Víta, Václava a Vojtěcha) – siedziba arcybiskupów praskich i prymasa czeskiego, główny kościół Pragi. Usytuowany jest na wzgórzu zamkowym Hradczany, jest trzecim kościołem na tym miejscu (po przedromańskiej rotundzie i romańskiej bazylice), stanowi dominantę historycznej i obecnej panoramy stolicy Czech. Budowana w kilku fazach, w latach 1344–1385 (część wschodnia, wraz z elewacją południową), w latach 1870-1929 dokończono całość. Jeden z cenniejszych przykładów architektury dojrzałego gotyku i neogotyku w Europie Środkowej. Wewnątrz zawiera cenne dzieła sztuki rzeźby i malarstwa od XIV do XX w. w tym dzieła Petera Parlera i jego warsztatu (nagrobki Przemyślidów, popiersia czeskich osobistości na tryforium), fragmenty oryginalnych gotyckich fresków.  Sanktuarium świętych patronów czeskich (Wita, Wacława, Wojciecha, Zygmunta oraz Jana Nepomucena). Jest historycznym kościołem grzebalnym i koronacyjnym królów czeskich, ponad tzw. Złotą Bramą (ozdobioną mozaiką ze sceną Sądu Ostatecznego z XIV w.) przechowywane są insygnia koronacyjne królów czeskich, w tym korona św. Wacława.

## Historia

### Rotunda i romańska katedra
Pierwszy kościół w tym miejscu (jego relikty znajdują się pod dzisiejszą katedrą, w okolicach południowego wejścia i kaplicy św. Wacława) był wczesnoromańską rotundą wzniesioną przez Wacława I w 925. Miała ona trzy półokrągłe absydy i prostokątny aneks od zachodu, obejście i emporę. Świątynię poświęcono świętemu Witowi, którego relikwie (ramię) książę Wacław otrzymał z rąk króla Niemiec Henryka I; mogło to również mieć inne znaczenie – wcześniej na Hradczanach znajdował się gród słowiański ze świątynią poświęconą Świętowitowi. W kościele tym pochowano św. Wacława (w południowej apsydzie), a w 973 w związku z ustanowieniem w Pradze biskupstwa stał się katedrą. Z kolei w 1039  biskup Sewer uroczyście złożył tu relikwie św. Wojciecha złupione z Gniezna w trakcie najazdu księcia Brzetysława I na Polskę. Budowla ta jednak okazała się niewystarczająca jako katedra i jednocześnie cel pielgrzymek do relikwii św. Wojciecha i św. Wacława.
W roku 1060 książę Spitygniew II zburzył rotundę i zastąpił ją nową, większą świątynią. Prawdopodobnie miała formę trójnawowej bazyliki o długości 70 m, z dwoma chórami, zachodnim i wschodnim. Posiadała także dwie wieże przy zachodnim transepcie. Od strony północnej przylegały zabudowania monasterium kanonickiego skupione wokół czworobocznego wirydarza otoczonego krużgankiem. Forma katedry nawiązywała do ważniejszych dzieł architektury powstałych w epoce sztuki romańskiej na terenie cesarstwa, szczególnie ottońskiego benedyktyńskiego kościoła w Hildesheim czy salickiej katedry w Spirze. Grób św. Wacława znajdujący się w dawnej rotundzie znalazł się w absydzie przylegającej do południowego ramienia transeptu. W tej świątyni odbyła się pierwsza czeska koronacja królewska – Wratysława II w 1085.

### Katedra gotycka

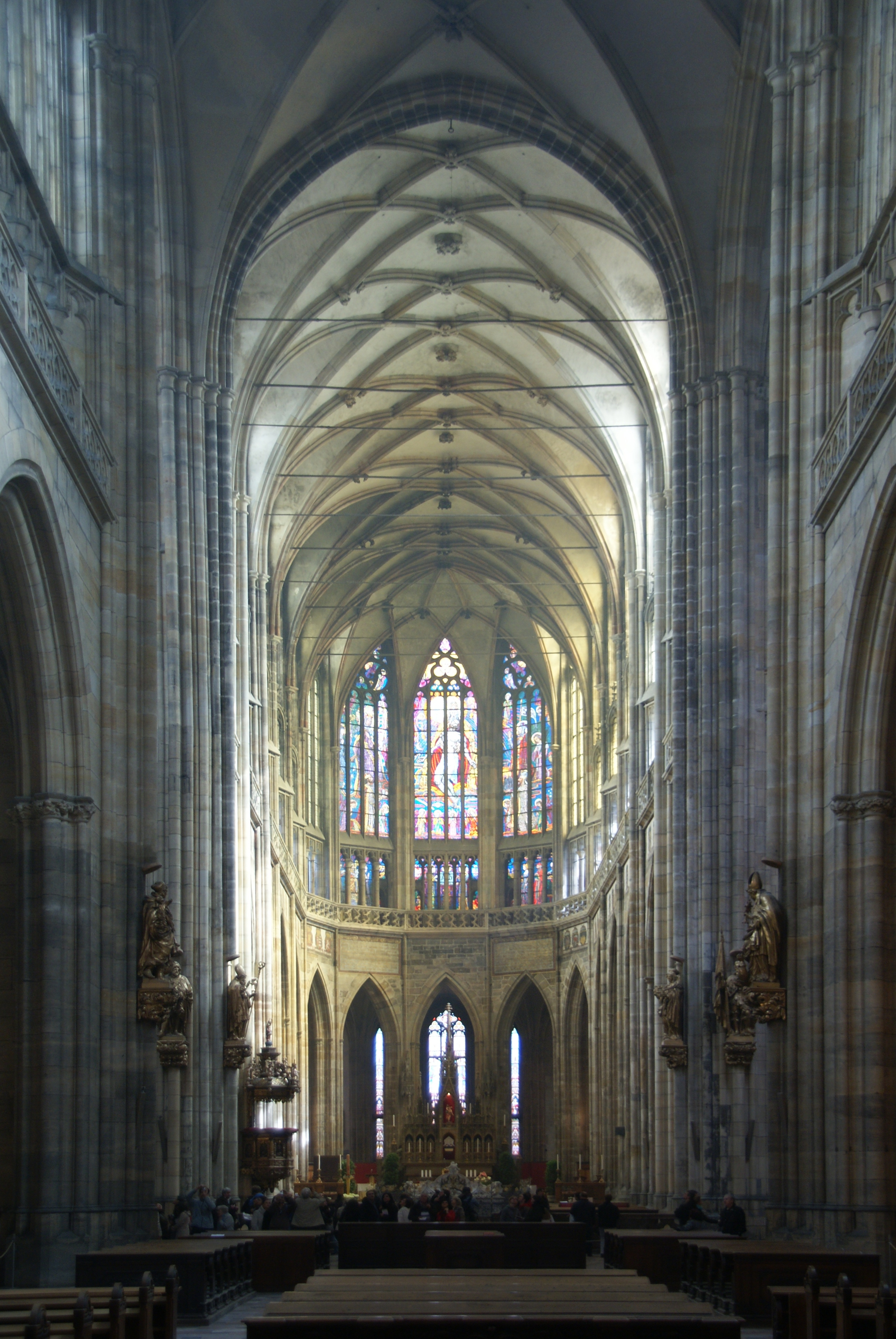
Wnętrze katedry, widok na prezbiterium

Cezurą dla dziejów katedry był rok 1344, kiedy to praskie biskupstwo otrzymało godność arcybiskupstwa (wcześniej Praga podlegała arcybiskupstwu mogunckiemu), zadecydowano o budowie nowej świątyni, odpowiedniej dla nowej rangi. 21 listopada 1344 położono kamień węgielny w obecności króla Jana Luksemburskiego, jego syna Karola (przyszłego króla Karola IV) oraz arcybiskupa Arnosta z Pardubic. Zamierzenie posiadało bogaty program ideowy. Kontynuowano tradycję świątyni grzebalnej królów czeskich, upamiętniono tu spoczywających Przemyślidów, poprzez wzniesienie nowych nagrobków dla nich. Tradycja ta trwała dalej (spoczywają tu m.in. Jan Luksemburski, Karol IV i Rudolf II). Rangę świątyni podniósł fakt umieszczenia tu skarbca z klejnotami królewskimi. Najważniejsze czeskie insygnium sprawione z inicjatywy Karola IV - korona Świętego Wacława (mieszcząca wewnątrz niezachowaną do dziś mitrę po Spitygniewie oraz umieszczony na zwieńczeniu bizantyjski krzyżyk  z Cierniem Chrystusowym - relikwię tę pozyskał dla Pragi król Przemysław II Ottokar), na co dzień spoczywała na skroniach złotej głowy św. Wacława - relikwiarza (hermy) mieszczącego czaszkę świętego, tylko z okazji koronacji królewskich za dużą sumę ofiarowaną katedralnej kapitule król mógł nałożyć na skronie tę koronę. Katedra stała się też ważnym kościołem pielgrzymkowym. W przestrzeni świątyni znalazły swe nowe miejsce dawne groby świętych Wita, Wacława i Wojciecha. Karol IV pochował tu szczątki św. Zygmunta, sprowadzone przezeń z Burgundii. Nadto katedra mieściła relikwie św. Prokopa, św. Ludmiły, ponadto m.in. fragment Krzyża Świętego, Ewangelii św. Marka czy część berła św. Piotra.
Przez pierwszych osiem lat budowy pracami kierował francuski architekt Mateusz z Arras, działający w Awinionie i Narbonne. Architekt założył koncepcję nowej wielkiej świątyni, wzorowanej na katedrach francuskich, przede wszystkim monumentalnego pięcioprzęsłowego prezbiterium zamkniętego poligonalną apsydą, z obejściem i wieńcem kaplic. Za życia architekta wzniesiono zapewne dolne partie prezbiterium, pięć wschodnich kaplic, oraz dwie od strony południowej i jedną od północy, zachowując jeszcze pierwotną romańską świątynię, gdyż prace budowlane miały miejsce na wschód od absydy prezbiterium dawnej bazyliki. Po śmierci Mateusza z Arras w 1352 Karol IV powierzył budowę młodemu, urodzonemu w 1323 architektowi i rzeźbiarzowi Peterowi Parlerowi (synowi Henryka Parlera, także architekta, znanego ze wzniesienia kościoła Św. Krzyża w Schwäbisch Gmünd). Odtąd zasięg prac budowlanych nad nową świątynią kierował się ku zachodowi, tym samym kościół romański został ostatecznie zniesiony. Parlerowi przysługuje się ukończenie wzniesienia prezbiterium, ponadto wzniósł południowe ramie transeptu, z reprezentacyjnym wejściem do świątyni oraz dolne partie wieży południowej. W latach 60. i 70. ukończył kaplicę św. Wacława (bogato zdobioną), którą Karol nakazał postawić przy południowo-zachodnim narożniku prezbiterium ponad dawnym miejscem pochówku św. Wacława (szczątki świętego złożono w nowym grobowcu). Jednocześnie trwała budowa Złotej Bramy, stanowiącej dzisiaj wejście do katedry od południa – na jej fasadzie umieszczona została w latach 1370–1371 mozaika przedstawiająca scenę Sądu Ostatecznego.
W 1385 r. zamknięty został pierwszy etap budowy katedry – wyświęcone zostało jej prezbiterium, prowizorycznie zamknięte od zachodu (to prowizoryczne zamknięcie miało jednak przetrwać kilka stuleci). Architekt dostosował się do poprzednika jedynie w zakresie planu i ogólnej koncepcji francuskiego gotyku katedralnego, zaś formę architektoniczną zarówno zewnątrz i wewnątrz radykalnie zmienił. Zrezygnował z zasady ścisłej symetrii, zróżnicował formy kaplic chóru. Ciężar konstrukcji przeniósł na wydatne przypory z łukami oporowymi, dzięki czemu ściany prezbiterium mogły być  przeprute wielkimi oknami (oddzielone jedynie służkami) o wymyślnej dekoracji maswerkowej, poniżej ciągu okien Parler wprowadził ciąg przeszklonych triforiów, przedzielonych ustawionymi diagonalnie filarami i służkami. Wytworne wnętrze zostało nakryte sklepieniem sieciowym. Matematyczne podejście do architektury Mateusza z Arras spotkało się z realizacją plastycznej wizji Petera Parlera. Wewnątrz w tryforium artysta wraz z jego strzechą w latach 1375–1385 wyrzeźbił dwadzieścia jeden portretów m.in. Karola IV wraz z rodziną, arcybiskupów, kierowników budowy, oraz architektów katedry, w tym swój autoportret. Zdążył także ukończyć budowę południowej wieży dzwonnicy (1392). Jednocześnie Peter Parler kierował przy innych inwestycjach w Królestwie Czeskim (m.in. kościół Św. Bartłomieja w Kolinie nad Łabą). Zmarł w 1397. Pochowano go w krypcie katedralnej, zaś kamienna płyta znajduje się w kaplicy Św. Marii Magdaleny, obok bliźniaczej płyty nagrobnej Mateusza z Arras. 

### Dalsze dzieje

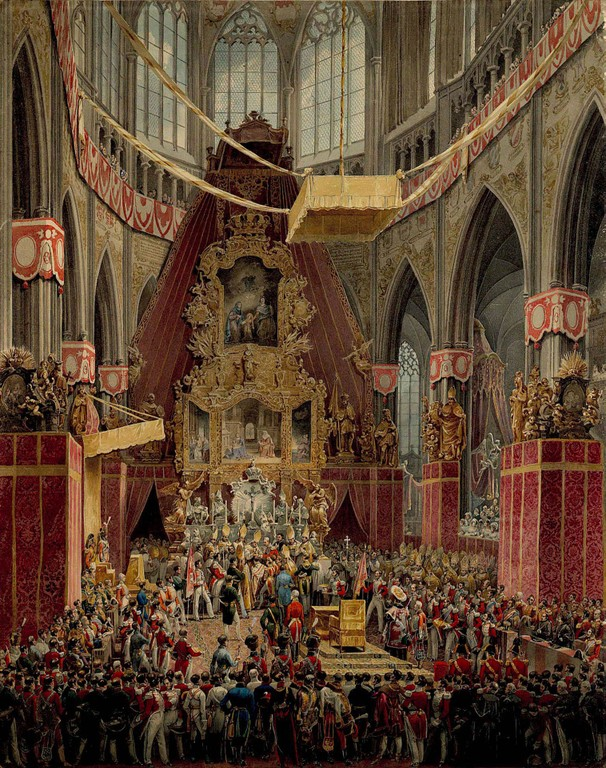
Eduard Gurk, Koronacja Ferdynanda I na króla Czech. Widoczny barokowy ołtarz główny

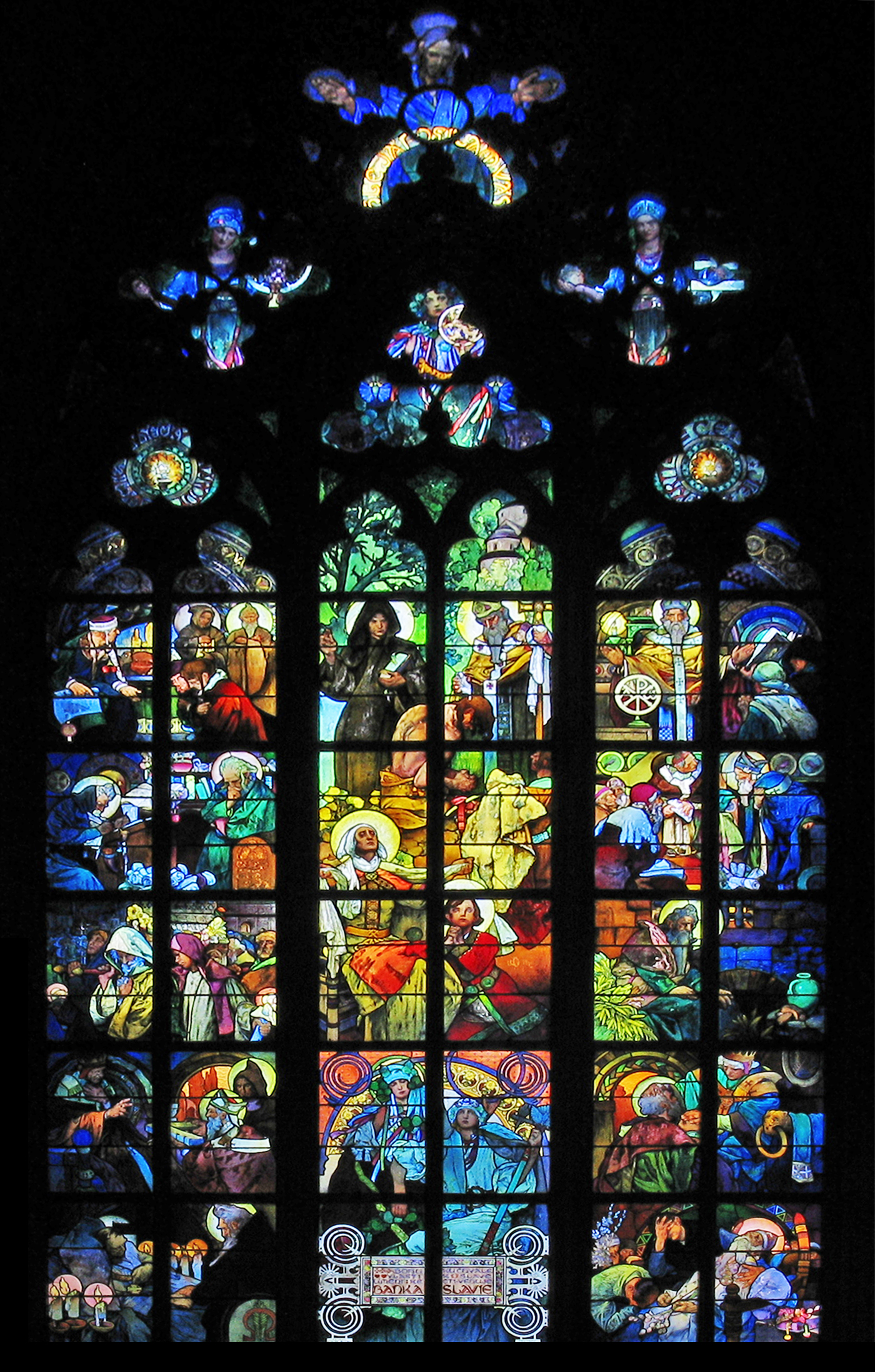
Witraż Alfonsa Muchy

Po śmierci Petera Parlera przez pewien czas prowadzili prace przy budowie katedry jego synowie Wacław i Jan, ale budowa została generalnie wstrzymana i w tej postaci przetrwała pięć wieków. Jedyne poważniejsze zmiany, jakie w tym czasie się w niej dokonały dotyczyły budowy tzw. empory Władysława przez Benedykta Rejta za panowania Władysława Jagiellończyka, budowy mauzoleum królewskiego w latach 1566–1589 oraz wystawienia w XVIII w. nagrobka św. Jana Nepomucena. W tymże stuleciu wieża południowa otrzymała obecny późnobarokowy hełm. Próby kontynuowania budowy katedry kilkakrotnie podejmowano – za Władysława Jagiellończyka rozpoczęto stawianie gotyckiej nawy, za Leopolda I położono kamień węgielny pod budowę barokowego korpusu nawowego, kolejne projekty powstawały w XVIII i XIX w. Rozbudowę rozpoczęto na dobre dopiero w 1872. Pracami kierowali architekci neogotyku - Josef Kranner, który wraz z kanonikiem Václavem Pešiną byli inicjatorami ukończenia prac budowlanych, następnie Josef Mocker. Po jego śmierci (1899) kompetencje te przejął architekt Kamil Hilbert. Niemal w całości część zachodnia nawiązuje do części historycznej - powtórzono artykulację ścian, układ sklepień, zaś w ścianach przy tryforium umieszczono portrety czeskich notabli. Korpus zamknięto od zachodu monumentalną fasadą z dwiema wieżami. Okazałą rozetę ukończono w czasie I wojny światowej. Przy dekoracji wystroju świątyni działali czescy artyści tacy jak František Kysela, Max Švabinský, Alfons Mucha, Karel Svolinský, Otakar Španiel i inni. Na nowych portalach obok budowniczych średniowiecznych znalazły się oblicza współczesnych konstruktorów w garniturach i krawatach. W 1921 ustawiono w katedrze pomnik poległych w I wojnie światowej, którego autorem był Karel Pokorný. W roku 1929 ukończono ostatecznie prace nad katedrą. W 1950 katedrę na własność przejęła Republika Czechosłowacka, a po zmianach ustrojowych Republika Czeska. Decyzję o nacjonalizacji katedry potwierdził Czeski Sąd Najwyższy w 2009 r. odrzucając odwołanie Kościoła w tej sprawie.

## Architektura
Katedra Świętego Wita, która stanowi do dziś dominantę „miasta stu wież” należy do czołowych osiągnięć średniowiecznej architektury nie tylko w samych Czechach. Wzniesiona w całości z kamienia katedra nawiązuje z jednej strony do tradycji klasycznego gotyku katedralnego, który narodził się we Francji, z drugiej strony zaś dokonano szereg przemian, które nadały praskiej świątyni odmienny wygląd. Układ przestrzenny prezbiterium wraz z ambitem i wieńcem kaplic, proporcje oraz diafaniczność (przezroczystość konstrukcji) zostały tu konsekwentnie zastosowane, jednakże dzięki fundacjom artystycznym dworu czeskich Luksemburgów oraz Piotrowi Parlerowi i jego warsztatowi, architektura świątyni charakteryzuje się licznymi innowacjami. Wewnątrz widoczne jest to głównie w przesklepieniu wnętrza, zamiast typowego dla klasycznych katedr francuskich sklepienia krzyżowo-żebrowego jest sklepienie sieciowe o specyficznym, indywidualnym wariancie. Indywidualnie potraktowano również dekorację elementów konstrukcyjnych. Na zewnątrz wyróżnia się elewacja południowa, z główną wieżą, przylegającą do południowego ramienia transeptu Złotą Bramą mieszczącą główne wejście i sąsiadującą obok kaplicą Św. Wacława. 

### Układ przestrzenny
Katedra w Pradze w obecnym kształcie ma plan nieregularny, spowodowany wyodrębnieniem części południowej, niemniej zarys krzyża łacińskiego, typowy dla gotyckich katedr został tu zachowany. Jest orientowaną trójnawową bazyliką, z transeptem prezbiterium (chórem) zamkniętym wieloboczną absydą, które obiega ambit, do którego przylega wieniec kaplic. Korpus nawowy powtarza układ przestrzenny chóru. Od zachodu dwie wieże na planie kwadratu. Główna wieża południowa oraz kaplica Św. Wacława o zbliżonej długości i szerokości wieży flankują południowe ramię transeptu.  
Architektura części wschodniej katedry ma ścisły związek z bogatym programem ikonograficznym ukształtowanym na kanwie czterech grobów świętych (wraz z ołtarzami) oraz wokół kilku zespołów fundacji Karola IV Luksemburskiego. Istotną rolę pełniła pierwotna lokalizacja grobów świętych Wita, Wacława i Wojciecha, na wzór ten przy absydzie umieszczono ołtarz Św. Wita, na zachodzie zaś ołtarz Św. Wojciecha. Ołtarz Św. Wacława został ulokowany poza główną przestrzeń katedry, wewnątrz specjalnej kaplicy mu dedykowanej. Jego lokalizacja w sposób dosłowny i fizyczny nawiązuje do pierwotnego miejsca ołtarza, zarówno w rotundzie jak romańskiej bazylice. Obok zakrystii, przy północnym ramieniu obejścia wzniesiono kaplicę Św. Zygmunta, gdzie umieszczono jego relikwie, sprowadzone z Saint-Maurice d'Agaune do Pragi przez Karola IV Luksemburskiego.

### Architektura wnętrza
Najstarszą częścią katedry jest część wschodnia którą tworzą pięcioprzęsłowy chór z prezbiterium zamknięte jest poligonalnie (5/12 boków) z obejściem i wieńcem kaplic, z których siedem wschodnich mają wieloboczny, centralizujący plan, pozostałe mają plan prostokątny, lub nieregularny.
Wnętrze prezbiterium, chóru oraz nawy głównej jest w niemal całości nakryte odmianą sklepieniem sieciowym, którego parzyste ciągi żeber nie przecinają się w centrum danego przęsła, lecz w pewnej odległości – pośrodku znajdują się wysklepki o formie romboidalnej. Żebra sklepień dźwigają bogato profilowane służkach przylegające do murów lateralnych, które są zredukowane do minimum, ze względu na przeszklenie, a w przypadku arkad międzynawowych w dolnych partiach służki przylegają do filarów wiązkowych. Ściany prezbiterium są podzielone na trzy zasadnicze strefy, najniższą tworzą smukłe arkady międzynawowe, środkową z ciągiem ażurowych pięciodzielnych triforiów oraz wyższą z wielkimi ostrołukowymi oknami o bogatej dekoracji maswerkowej. Obejście i większość kaplic są nakryte sklepieniem krzyżowo-żebrowym. Wyjątek stanowi kaplica Św. Wacława oraz zakrystia. Wschodnie przęsło zakrystii nakryte jest odmianą sklepienia gwiaździstego, zaś zachodnie poczwórnym sklepieniem krzyżowo-żebrowym, którego środkowy zwornik jest podwieszony na ośmiu żebrach.  
Architektura korpusu, nawowego zasadniczo powiela starszą część katedry, dzięki czemu wnętrze całej katedry zyskuje na spójności i stylowej jednolitości. Pewne nieregularności w układzie przestrzennym są podyktowane m.in. wymiarami wieży południowej i przylegającego od zachodniej strony aneksu. Stąd też wschodnie przęsło korpusu nawowego jest nieco szersze od pozostałych czterech.

### Elewacje zewnętrzne

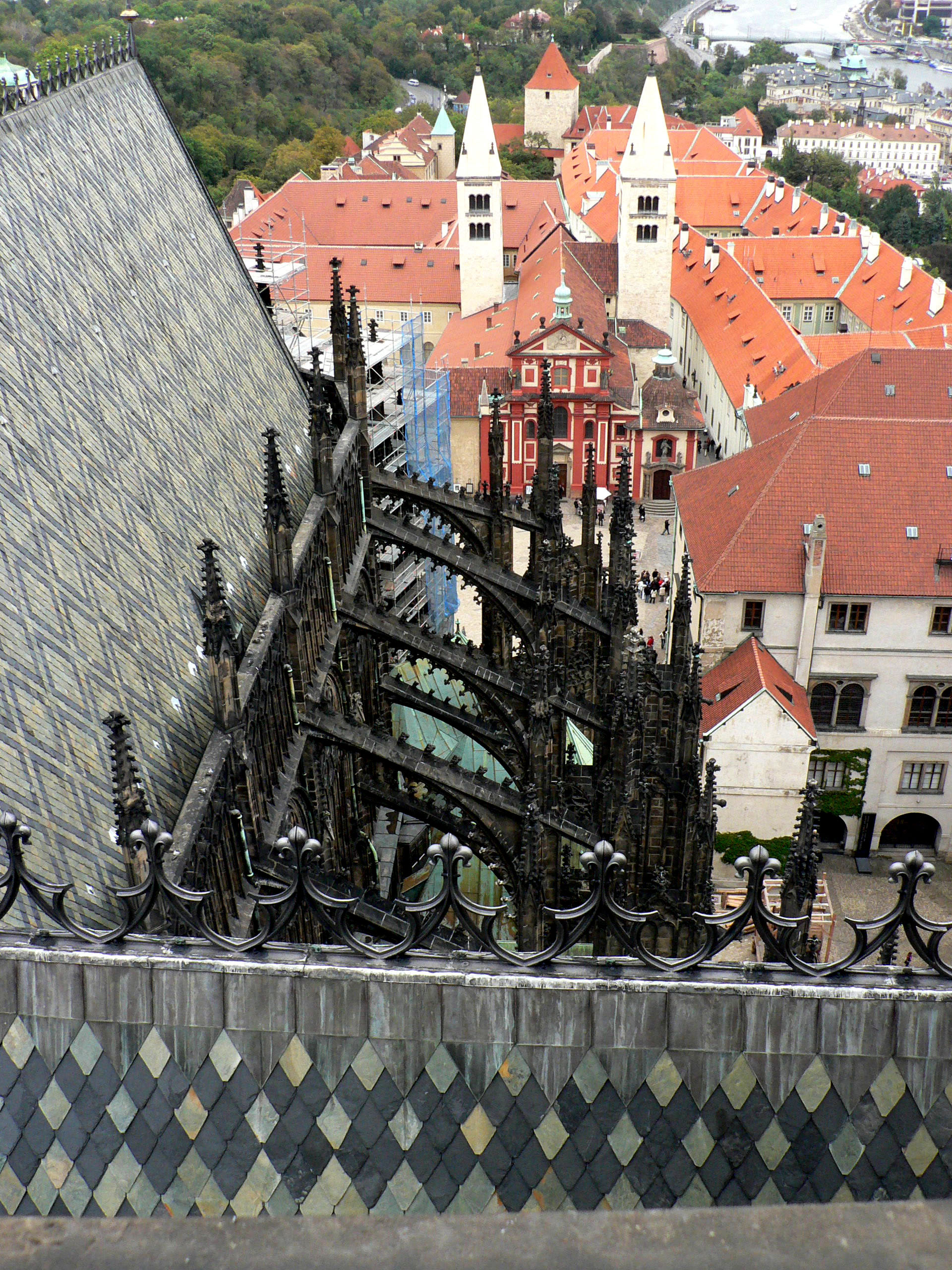
Widok na przypory południowej ściany chóru

Ściany nawy głównej, środkowej nawy transeptu oraz prezbiterium niemal w całości są przeprute oknami i wsparte skomplikowanym systemem skarpowym z łukami oporowymi. Przypory charakteryzują się wysublimowaną artykulacją i bogatą, wybitnie wertykalizującą dekoracją, którą tworzą rozmaite laskowania, arkady z maswerkami, wimpergi oraz wieńczące przypory fiale. Dekorację rzeźbiarską tworzą m.in. pojedyncze figury świętych (niemal wszystkie neogotyckie, z wyjątkiem dekoracji tzw. górnych tryforiów) liczne maski liściaste, ornamenty roślinne, tarcze herbowe,  gargulce (w większości wtórne, neogotyckie), smoki, gryfy, lwy, orły etc. W archiwum Wiedeńskiej Akademii Sztuki (Akademie der Kunste) oraz w Miejskim Archiwum (Stadtarchiv) w Ulm przechowywane są rysunki na pergaminie przedstawiające m.in. architekturę przyziemia wieży, przylegającej do niej kaplicy, fragment przekroju poprzecznego chóru, wraz z ambitem i z kaplicą, ze szczególnym uwzględnieniem przypór i łęków oporowych, rzut jednej z wież oraz szczegółową dekorację architektoniczno-rzeźbiarską jednej ściany przypory.  

### Elewacja zachodnia

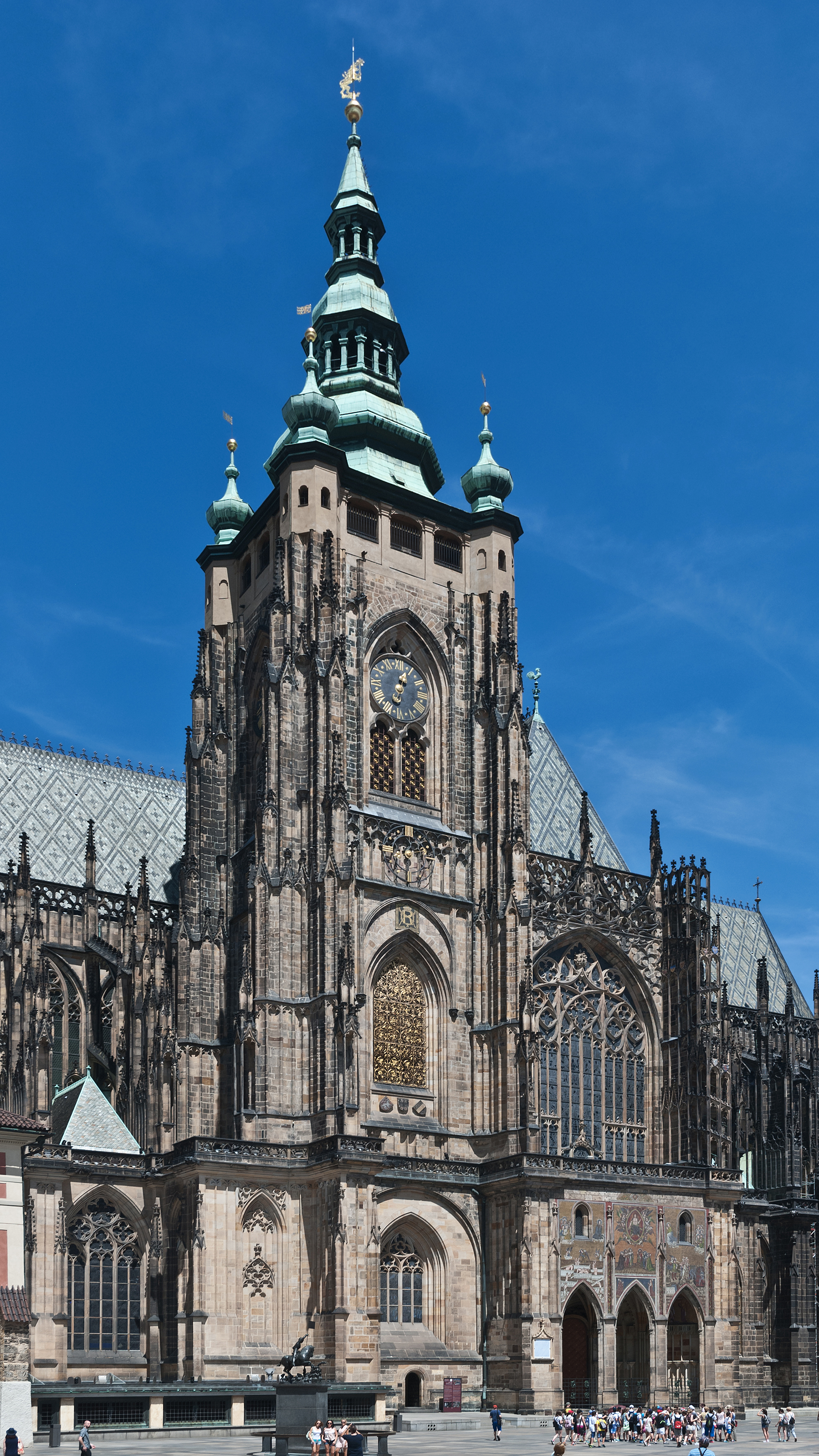
Wieża południowa

Część zachodnia katedry, wraz z dwoma wieżami jest w większości efektem XIX-wiecznych prac budowlanych, przy czym jej forma jest całkowicie podporządkowana szeroko rozumianej gotyckiej architekturze, głównie z terenów krajów niemieckojęzycznych. Wysokie, 92-metrowe wieże zachodnie mają trzy kondygnacje, dwie dolne są na planie kwadratu, najwyższa ośmioboku. W narożach, ponad drugą kondygnacją wznoszą się strzeliste wieżyczki sięgające koronie murów najwyższej kondygnacji. Obie wieże wieńczą ażurowe, strzeliste, ostrosłupowe hełmy z dekoracją maswerkową. Oś środkowa elewacji frontowej jest nieco szersza od wież. U dołu znajduje się monumentalny portal z ostrołukowym tympanonem bogato zdobionym dekoracją rzeźbiarską. Ukazano tam trzy epizody pasyjne: u góry Grupę Ukrzyżowania, niżej Zdjęcie z Krzyża i Złożenie do Grobu. Wyżej znajduje się wielkie ostrołukowe okno z wpisaną w nie rozetą. Całość tej osi wieńczy trójkątny szczyt z laskowaniami.

## Wieża południowa

### Dzwony do pożaru katedry w 1541 roku:
Do momentu pożaru katedra posiadała przynajmniej 5 dzwonów, z czego z nazwy znane są nam 3 dzwony:
- Dzwon Patron odlany w 1509 roku przez : Bartoloměja Pražskýego, Ondřeja Ptáčeka
- Dzwon Ludwik odlany w 1486 roku przez Ondřeja Ptáčeka
- Dzwon Wacław odlany w 1393 roku przez nieznanego nam ludwisarza.

| Lp. | Nazwa  | Rok odlania | Ludwisarz                        | Uwagi |
| --- | ------ | ----------- | -------------------------------- | --- |
| 1   | Patron | 1509        | Bartoloměj Pražský,Ondřej Ptáček | Dzwon był przelewany 2 razy: przed 1530, 1537 |
| 2   | Ludwik | 1486        | Ondřej Ptáček                    | Dzwon ten początkowo wisiał w kościele św. Barbary w Kutnej Horze, ale został przeniesiony do katedry na prośbę króla Władysława II Jagiellończyka. |
| 3   | Wacław | 1393        | Nieznany z imienia i nazwiska    | W aktach katedry z 1393 roku dzwon ten figuruje pod nazwą " dzwon wielki''.                                                                         |

Dzwon Patron i dzwon Ludwik zostały podarowane  dla katedry przez  króla Czech i Węgier Władysława II Jagiellończyka w 1509 roku. 
Pierwszy raz obydwa dzwony zadzwoniły 26 września 1509 roku z okazji uroczystego wjazdu króla Władysława na Zamek Praski. 
2 czerwca 1541 roku wszystkie dzwony i cymbały zegarowe uległy zniszczeniu na skutek wielkiego pożaru praskiego zamku. 

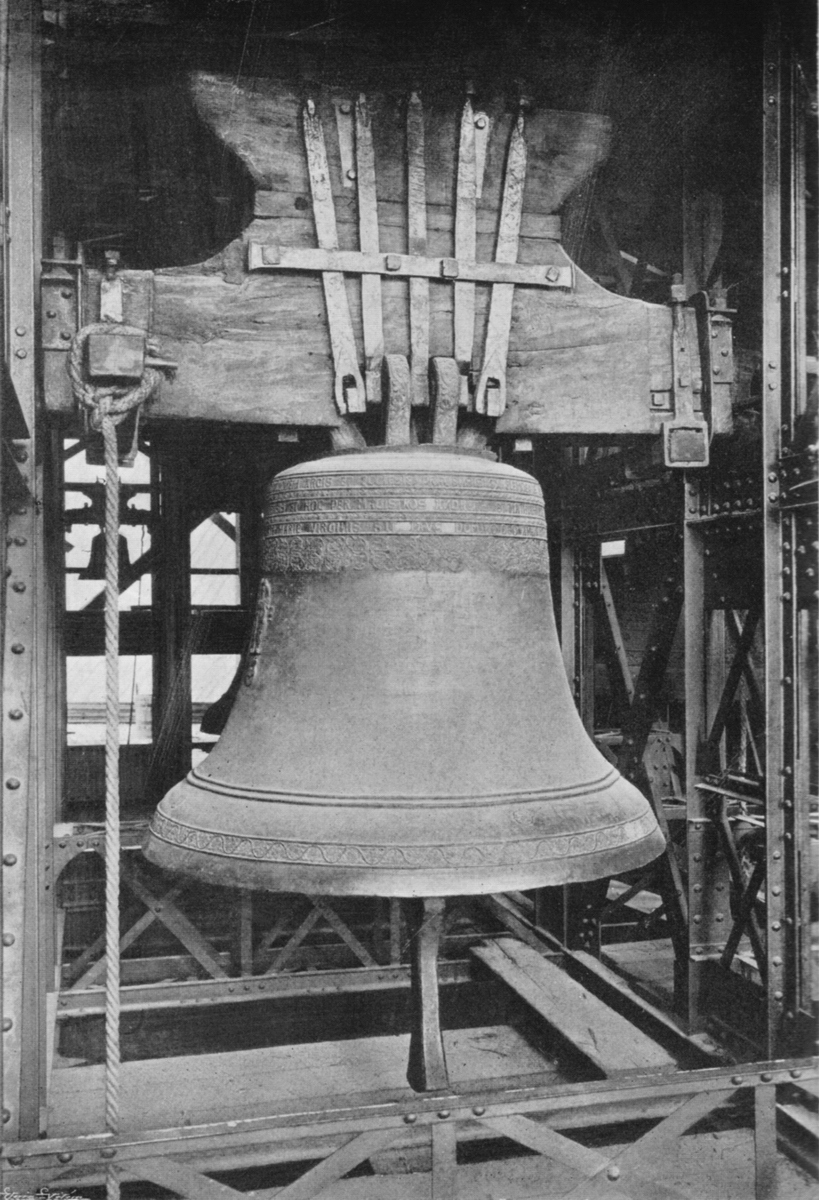
Dzwon Wacław z 1542 r. Z tyłu po lewej stronie widoczny dzwon Jezus z 1844 r.

#### Dzwony katedry po pożarze w 1541 roku:
Po pożarze katedry zaistniała potrzeba odlania nowych. Jako pierwsze zostały odlane przez Ondřeja i Matyáša Pražských dzwony Wacław i Maria w 1542 roku. Następnym dzwonem był odlany w 1546 roku przez ludwisarza Stanislava Jan Chrzciciel. W roku 1549 do katedry przybył największy dzwon Zygmunt odlany przez Tomáša Jaroša. Wspomniany Tomáš Jaroš, odlał jeszcze w 1556 roku dzwon Dominik. W roku 1602 ludwisarz Martin Hilger odlał dzwon Józef. František Antonín Frank odlał w 1761 dzwon Jezus.

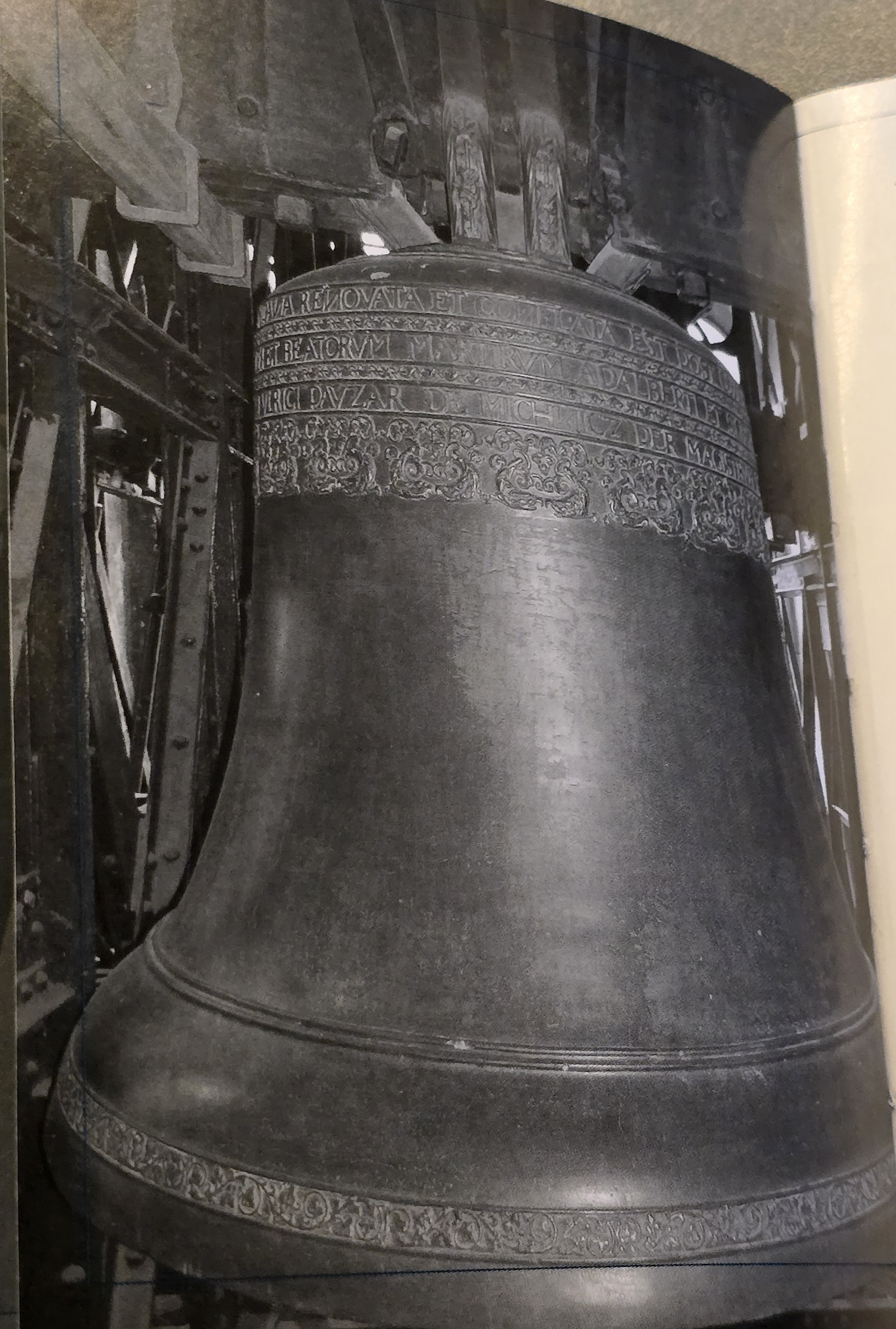
Dzwon Jan Chrzciciel z 1546 r.

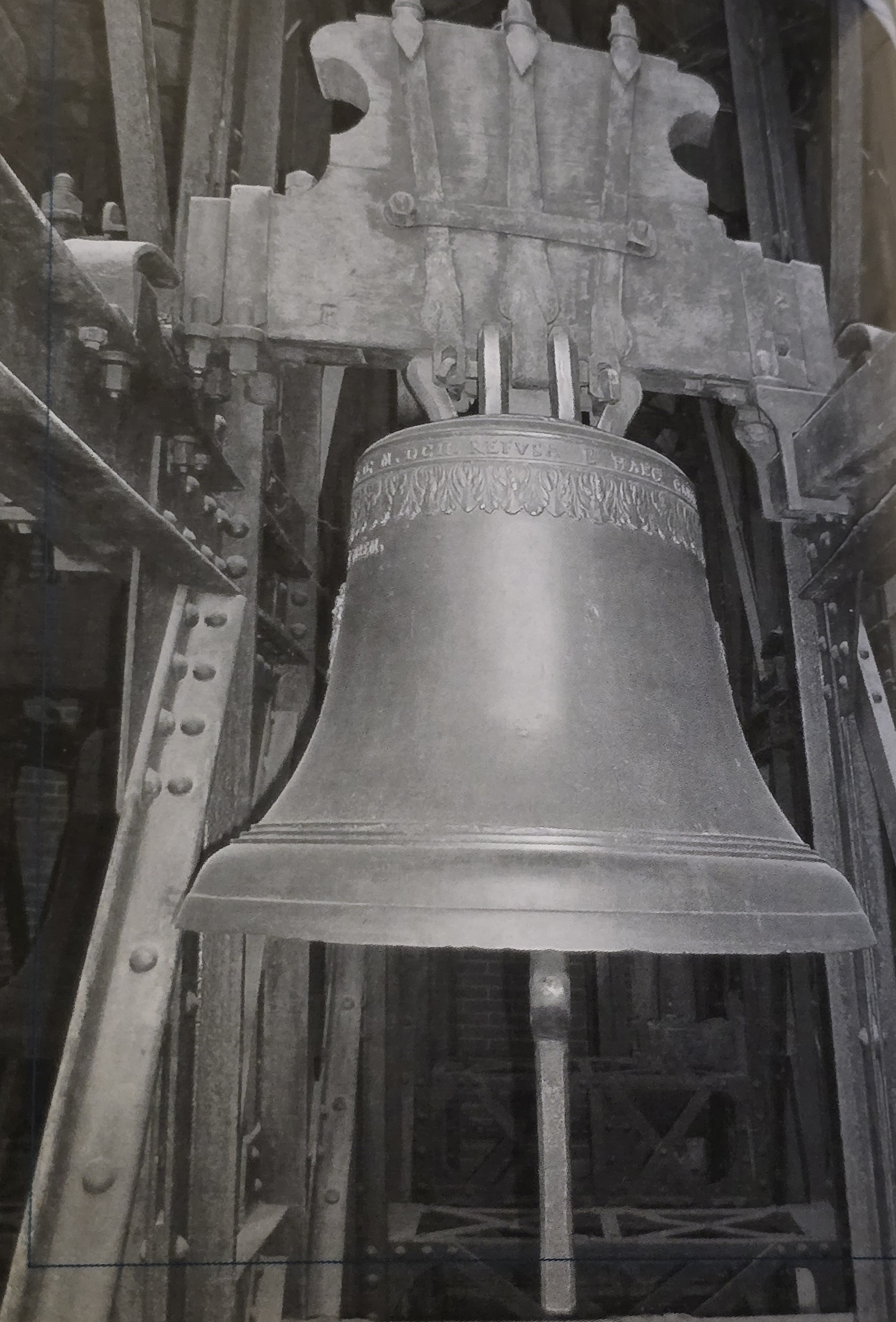
Dzwon Józef z 1602 r.

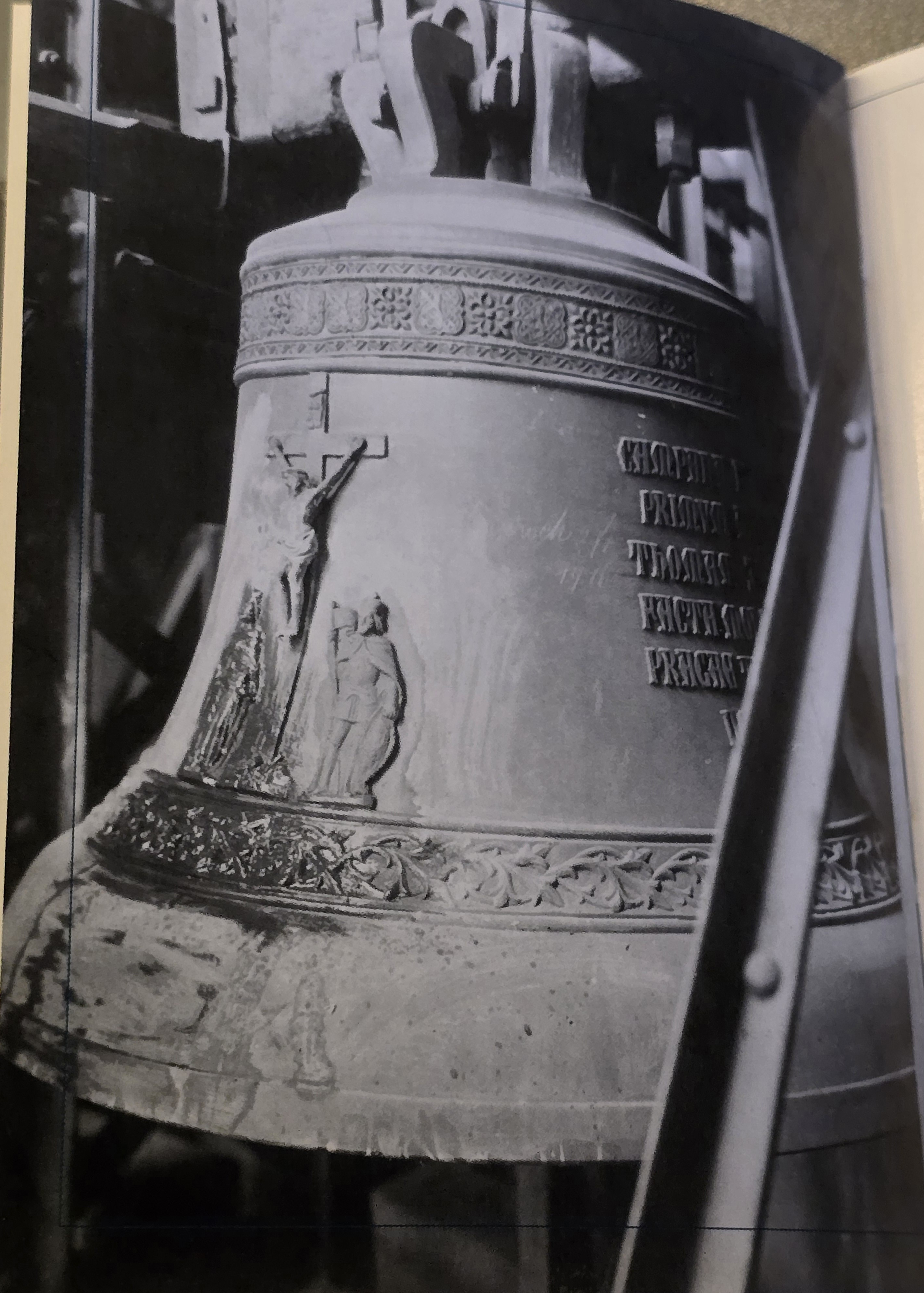
Stary dzwon Dominik z 1891 r.

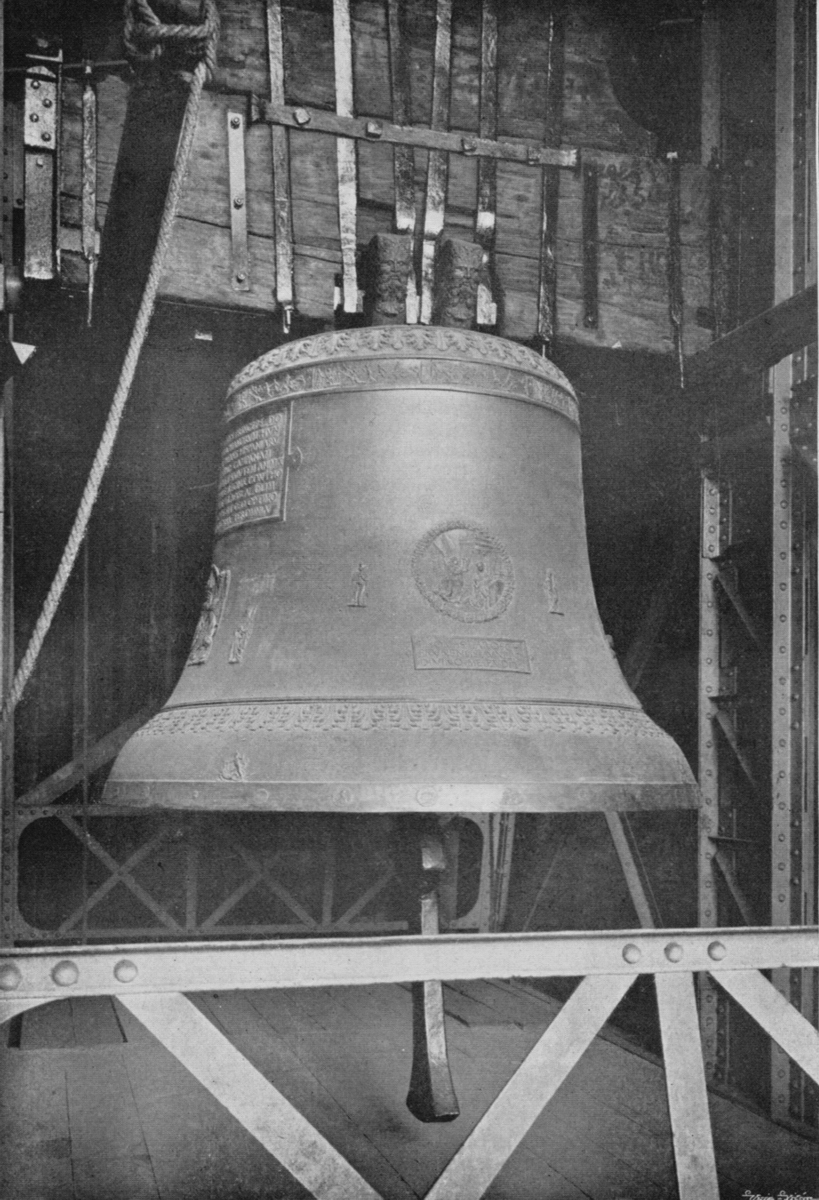
Dzwon Zygmunt z 1549 r.

| Lp. | Nazwa          | Ludwisarz                       | Data odlania |
| --- | -------------- | ------------------------------- | ------------ |
| 1   | Zygmunt        | Tomáš Jaroš                     | 1549         |
| 2   | Wacław         | Ondřej Pražský i Matyáš Pražský | 1542         |
| 3   | Jan Chrzciciel | Stanislav                       | 1546         |
| 4   | Dominik        | Tomáš Jaroš                     | 1556         |
| 5   | Józef          | Martin Hilger                   | 1602         |
| 6   | Maria          | Ondřej Pražský i Matyáš Pražský | 1542         |
| 7   | Jezus          | František Antonín Frank         | 1761         |

#### Dzwony katedry po 1761 roku:
Dzwony katedry przetrwały w tym składzie do roku 1827, kiedy to pękł dzwon Jezus. Jego przelaniem zajął się ludwisarz Karl Bellmann. Dzwony Dominik i Maria niestety podzieliły los dzwonu Jezus, i również pękły. Ten pierwszy w roku 1891, a ten drugi w 1890. Ich przelaniem zajął się Józef Diepold. 
| Lp. | Nazwa          | Ludwisarz                       | Data odlania |
| --- | -------------- | ------------------------------- | ------------ |
| 1   | Zygmunt        | Tomáš Jaroš                     | 1549         |
| 2   | Wacław         | Ondřej Pražský i Matyáš Pražský | 1542         |
| 3   | Jan Chrzciciel | Stanislav                       | 1546         |
| 4   | Dominik        | Józef Diepold                   | 1891         |
| 5   | Józef          | Martin Hilger                   | 1602         |
| 6   | Maria          | Józef Diepold                   | 1890         |
| 7   | Jezus          | Karl Bellmann                   | 1844         |

##### Dzwony katedry po 1916 roku:

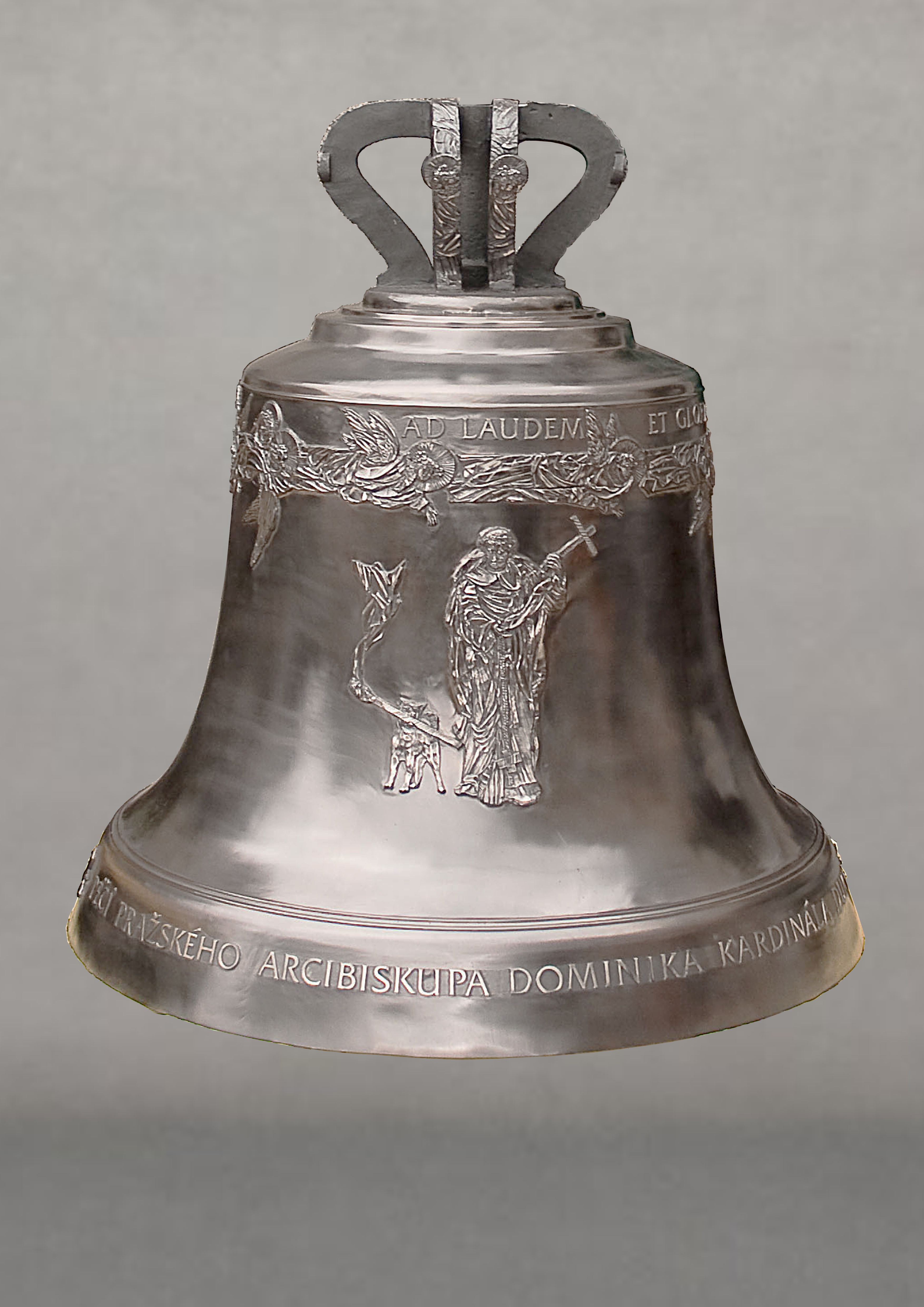
Nowy dzwon Dominik z 2012 r.

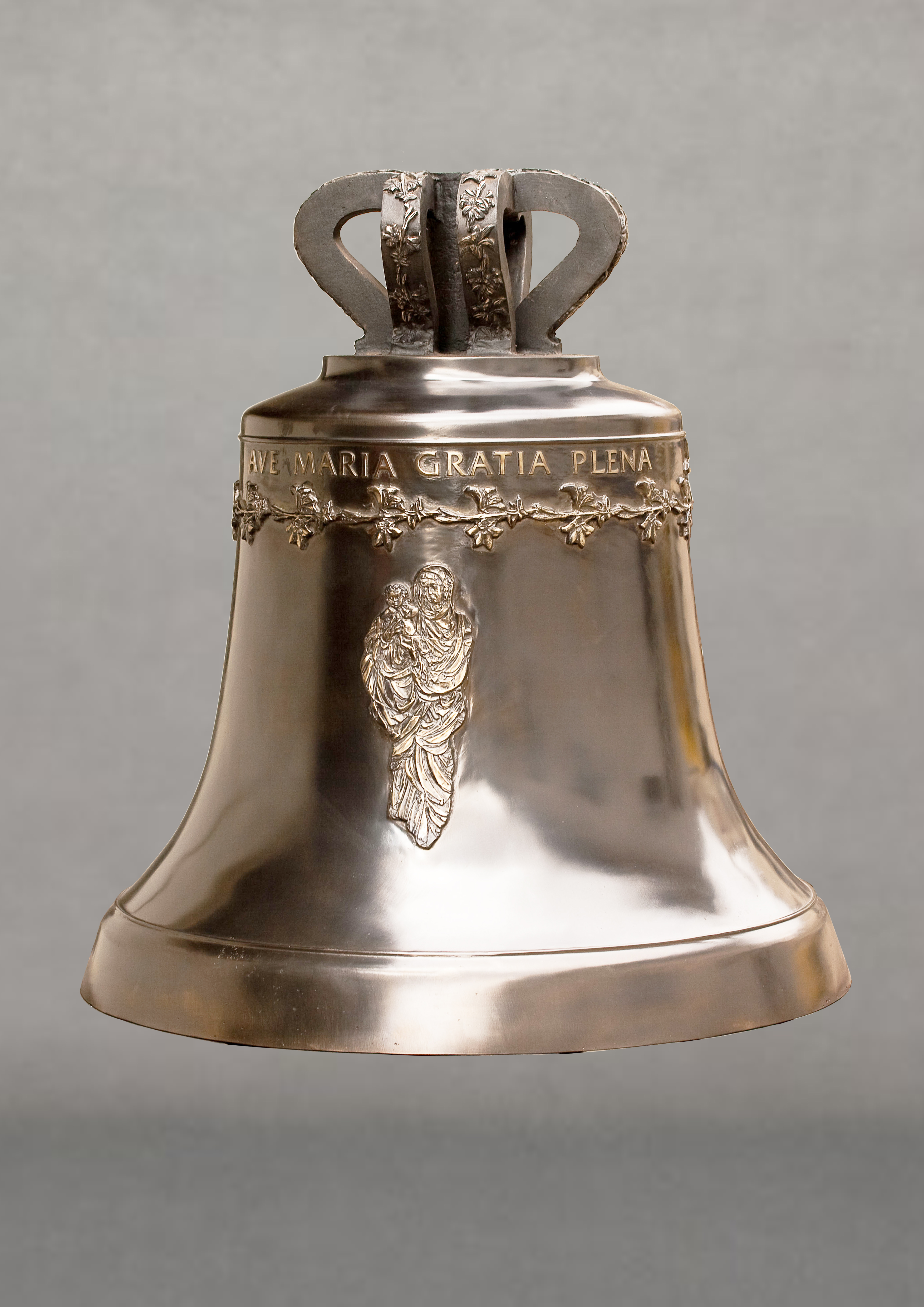
Nowy dzwon Maria z 2012 r.

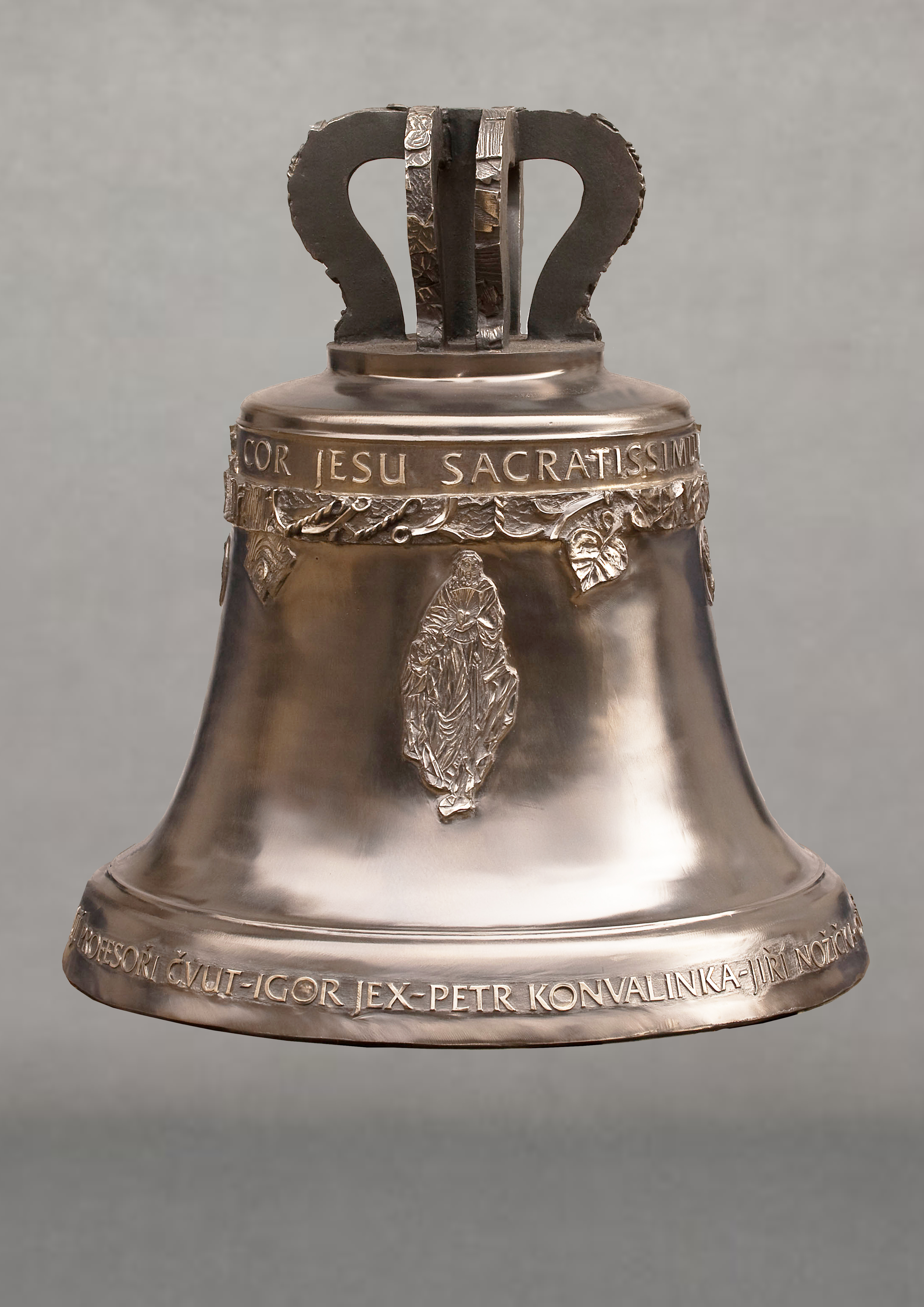
Nowy dzwon Jezus z 2012 r.

W wyniku I wojny światowej dzwony: Dominik, Maria i Jezus musiały zostać oddane i przetopione na cele wojenne. Tym samym przez następne 96 lat katedra posiadała tylko 4 zabytkowe dzwony. W 2011 roku Archidiecezja Praska wraz z Kapitułą Katedry Św. Wita podjęli inicjatywę zrekonstruowania zniszczonych dzwonów. W fundację włączyły się czeskie osobistości kościelne, państwowe, nauki i kultury m.in. prof. Václav Havlíček, abp Dominik Duka OP, Miroslava Němcová, Livie Klausová. 30 kwietnia 2012 na pamiątkę męczeńskiej śmierci św. Zygmunta po raz pierwszy od 96 lat zabrzmiał komplet dzwonów katedry Św. Wita. Wszystkie dzwony są uruchamiane ręcznie przez wieloosobowy zespół dzwonników. Wszystkie dzwony z wyjątkiem Zygmunta, który bije tylko podczas najważniejszych świąt, biją w każdą niedzielę 2 razy: o godzinie 9:45 i 12:00.
| Dzień dzwonienia | Godzina dzwonienia | Dzwony, które dzwonią                                |
| Niedziela        | 9:45 - 10:00       | Jezus, Maria, Józef, Dominik, Jan Chrzciciel, Wacław |
| Niedziela        | 11:59 - 12:15      | Józef, Dominik, Jan Chrzciciel, Wacław               |

| Lp. | Nazwa          | Data odlania | Ludwisarz, miejsce odlewu              | Wysokość (cm) | Średnica (cm) | Ciężar (kg) | Dźwięk (16tel)' |
| 1   | Zygmunt        | 1549         | Tomáš Jaroš, Praga                     | 203           | 256           | 13 500      | g0              |
| 2   | Wacław         | 1542         | Ondřej Pražský i Matyáš Pražský, Praga | 130           | 176           | 4 500       | c1              |
| 3   | Jan Chrzciciel | 1546         | Stanislav, Praga                       | 128           | 158           | 3500        | dis1            |
| 4   | Józef          | 1602         | Martin Hilger, Praga                   | 62            | 82            | 350         | h1              |
| 5   | Jezus          | 2012         | Tomáš Dytrychov, Brodek k. Přerova     | 33            | 42            | 95          | g2              |
| 6   | Dominik        | 2012         | Tomáš Dytrychov, Brodek k. Přerova     | 93            | 122           | ~1000       | g1              |
| 7   | Maria          | 2012         | Tomáš Dytrychov Brodek k. Přerova      | ?             | ?             | 190         | dis2            |

## Złota Brama
Historyczne wejście do katedry zwane Złotą Bramą znajduje się od strony południowej. Umieszczone jest pomiędzy wieżą a kaplicą Św. Wacława.

### Portyk gotycki

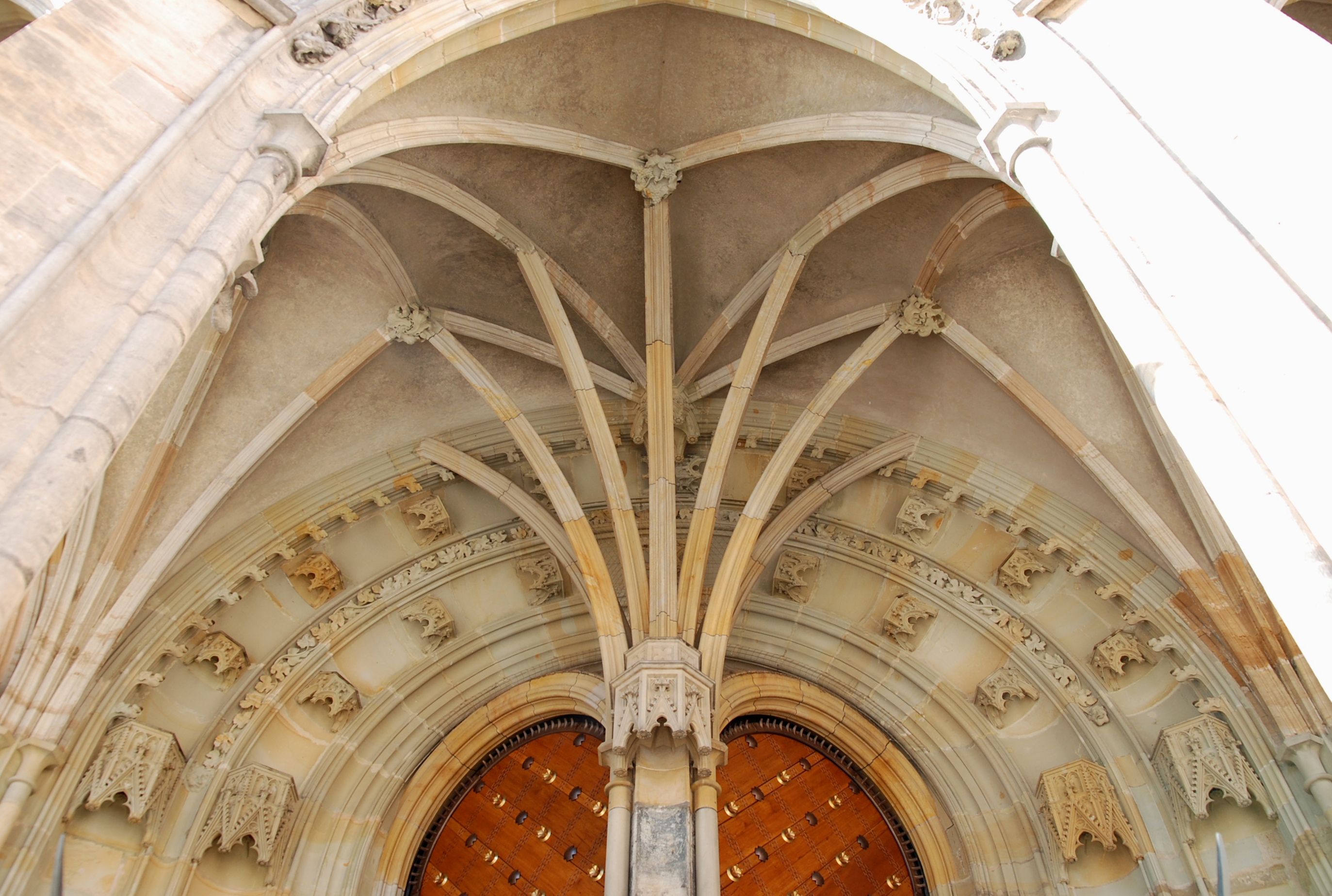
Sklepienie wewnątrz Złotej Bramy

Wejście poprzedza swego rodzaju portyk, dzieło wiązane z Piotrem Parlerem, otwarty na zewnątrz trzema wysmukłymi, ostrołukowymi arkadami. Wewnątrz nakryte jest sklepieniem trójdzielnym, które wzbogacają podwieszane, oderwane od sklepienia żebra wsparte na półfilarze oddzielającym dwa wejścia do wnętrza świątyni. Z bogatej dekoracji rzeźbiarskiej ocalały wsporniki i zworniki sklepienne, konsole i baldachimy nieistniejących dziś figur apostołów i proroków umieszczonych w archiwoltach i rozglifionych ościeżach.

### Mozaika ze sceną Sądu Ostatecznego

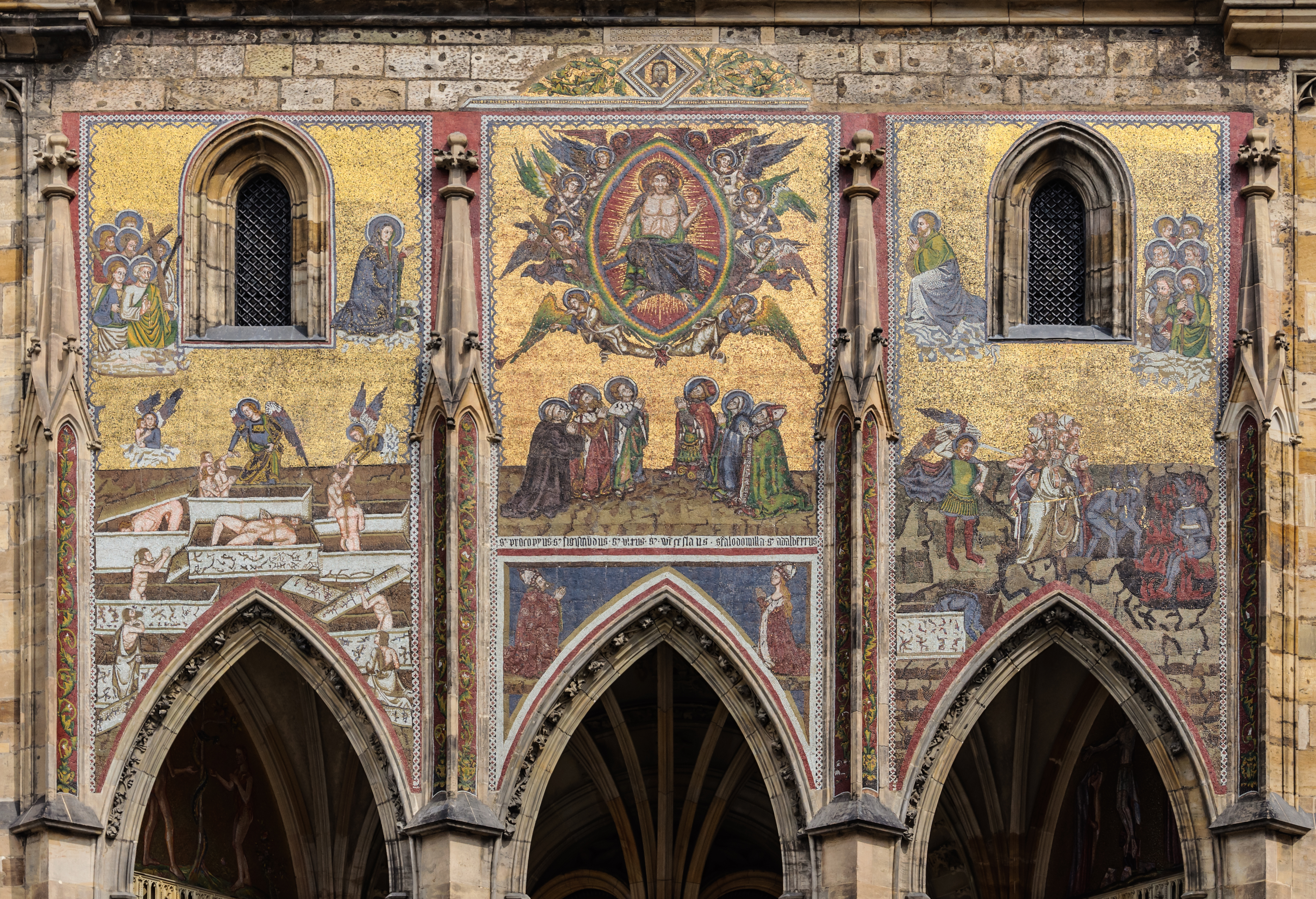
Mozaika z Sądem Ostatecznym z XIV wieku na elewacji Złotych Wrót

Złotą Bramę zdobi na zewnątrz mozaika datowana na lata 70. XIV wieku ze sceną Sądu Ostatecznego. Należy do unikatowych dzieł tego typu na północ od Alp. Dzieło to zdradza wpływy sztuki bizantyńskiej i włoskiej, prawdopodobnie jest dziełem Niccoletta Semitecolo oraz nieznanych artystów z Rawenny, sprowadzonych do Pragi przez Karola IV. Kompozycja podzielona jest na dwie strefy. W dolnej strefie po lewej ukazano zbawionych, po prawej potępionych. W centralnej części kompozycji umieszczony jest w górnej strefie Jezus w mandorli unoszony przez anioły w asyście Marii i Św. Jana Ewangelisty. Chrystus jest adorowany przez ukazanych w środkowej strefie świętych patronów Królestwa Czeskiego (świętych Prokopa, Zygmunta, Wita oraz Wacława, Ludmiłę i Wojciecha). Poniżej klęczą cesarz Karol IV z czwartą żoną Elżbietą Pomorzanką, którzy jednocześnie adorują Chrystusa i patronów czeskich.

### Skarbiec czeskich insygniów koronacyjnych

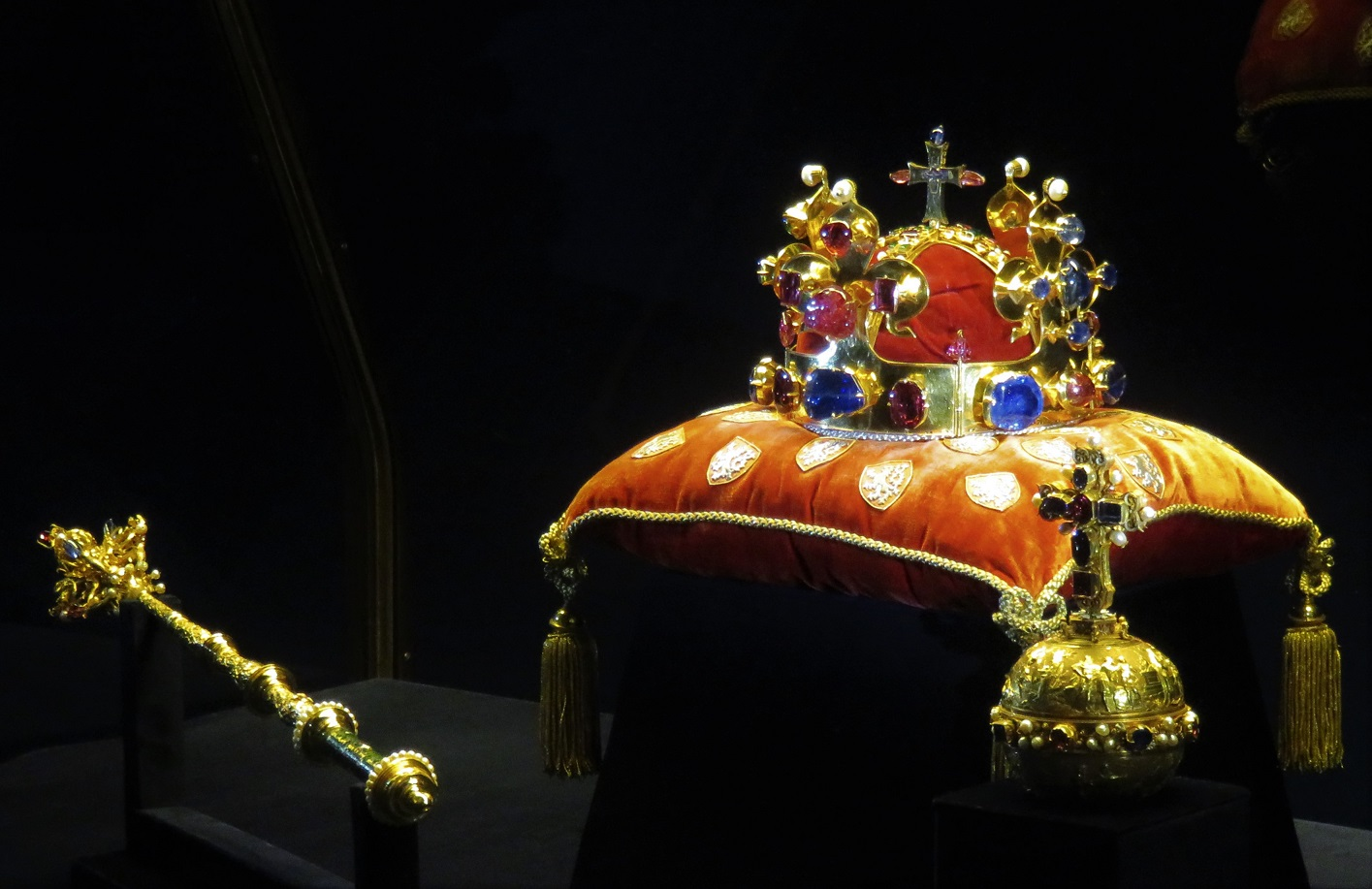
Korona Świętego Wacława (XIV w.) wraz z berłem i jabłkiem królewskim (XVII w.)

Powyżej arkad przedsionka Złotej Bramy mieści się skarbiec (Korunní komora) w którym do dziś znajdują się czeskie insygnia koronacyjne z gotycką koroną Św. Wacława na czele. Pomieszczenie to wzniesiono specjalnie do przechowywania klejnotów królewskich, które jest obecnie dostępne dla siedmiu głównych przedstawicieli kościelnych, państwowych i miejskich (prymas Czech, przewodniczący Kapituły Metropolitalnej w Pradze, prezydent Czech, premier Czech, przewodniczący Senatu Republiki Czeskiej, przewodniczący Izby Poselskiej, prezydent miasta Pragi). Gotycka Korona Św. Wacława oraz barokowe berło i jabłko królewskie są wystawiane na widok publiczny co kilka lat, natomiast złoty krzyż z relikwiami Chrystusowymi  z 1357 r. (m.in. kilka cierni z korony, fragment gwoździa, partykuły krzyża, fragment gąbki niegdyś nasączonej octem i rzemienia po biczowaniu) oraz miecz koronacyjny znajdują się w specjalnej, stałej ekspozycji skarbca katedry Św. Wita.

### Kaplica Świętego Wacława

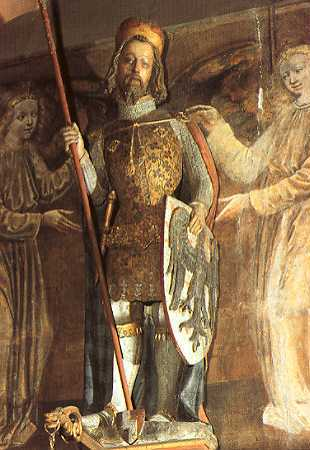
Gotycka figura świętego Wacława w kaplicy pod jego wezwaniem

Obok Złotej Bramy, przy południowym ramieniu ambitu znajduje się kaplica Św. Wacława, zbudowana z inicjatywy Karola IV Luksemburskiego przez strzechę Piotra Parlera w latach 1344-1364, na planie kwadratu, nakryta jest sklepieniem, będącego kombinacją form typowych dla sklepienia krzyżowo-żebrowego i gwiaździstego. 
Lokalizacja kaplicy ma fizyczny związek z usytuowaniem pierwotnego ołtarza i grobu Przemyślida. Celem wzniesienia kaplicy było przede wszystkim ulokowanie tu relikwii i ołtarza, stąd też Karol IV polecił wznieść olbrzymi szczerozłoty i bogato kameryzowany relikwiarz w typie skrzyniowym oraz popiersie relikwiarzowe na głowę, na nim została nałożona korona Świętego Wacława, będąca odtąd koroną koronacyjną królów czeskich. Oprócz korony oba złocone relikwiarze zniszczyli husyci. Z tej zawieruchy przetrwała również dekoracja ścian, którą tworzą malowidła z cyklem Pasji Chrystusa oraz liczne inkrustowane kamienie półszlachetne. Nadto ocalała kamienna mensa ołtarzowa, figura św. Wacława oraz miedziane, pozłacane sakramentarium w formie wieżyczki. Z inicjatywy Władysława Jagiellończyka ściany przykryto polichromią ukazującą Żywot św. Wacława, nadto z tych czasów zachowała się brązowy świecznik warsztatu Vischerów oraz obraz z 1545 r. pędzla Monogramisty I. W. ukazujący scenę męczeństwa św. Wacława.

## Chór i prezbiterium
Wielki chór z prezbiterium mieści wewnątrz cenny wystrój, który tworzy przede wszystkim bogata dekoracja rzeźbiarska należąca do najważniejszych dzieł Piotra Parlera i jego strzechy. Przy najdalej wysuniętych na wschód filarach zachowały się dwie bogato rzeźbione konsole, jedna ukazująca sferę księżycową, druga rajskie drzewo z owocami i stojącymi pod nim Adamem i Ewą. 
Trzy wschodnie okna zdobią witraże, dzieło Maxa Švabinsky'ego, wykonane w latach 1946 – 1948. Pośrodku ukazano Trójcę Świętą i Czterech Ewangelistów. W lewym (północnym) oknie witraż ukazujący Matkę Bożą z koroną św. Wacława na skroniach oraz św. Ludmiłę,  Arnošta z Pardubíc i Elżbietę Przemyślidzką. W geście adoracji Trójcy Świętej ukazano Spitygniewa II dzierżącego model romańskiego kościoła. W prawym (południowym) oknie witraż ze św. Wacławem oraz klęczącym Karolem IV, trzymającym model gotyckiej katedry. 

### Tryforium

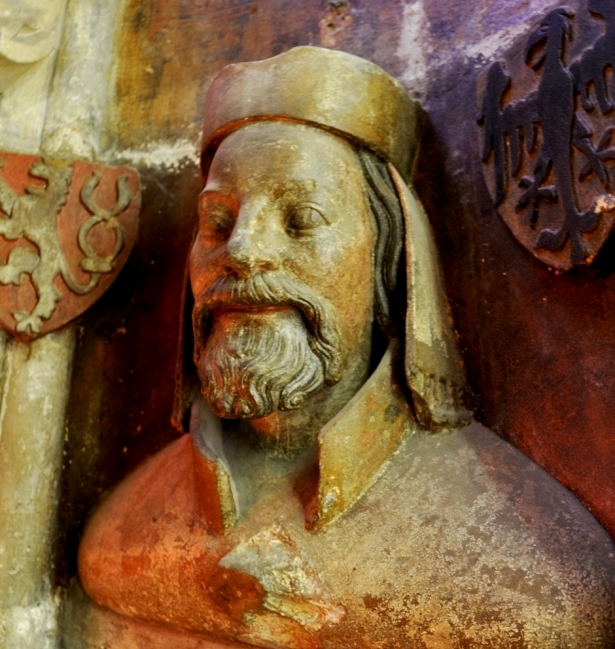
Wizerunek Karola IV Luksemburskiego, we wschodniej części tryforium (ok. 1375-1385)

Tryforium usytuowane jest między strefą arkad oddzielających chór z prezbiterium od ambitu i strefą okien oświetlających wnętrze. Jest swego rodzaju gankiem, znajdujące się tuż przy oknach wąskie przejścia umożliwiają obejść całość. Przy ścianach działowych znajduje się 21 kamiennych popiersiowych wizerunków najważniejszych osobistości bezpośrednio związanych z ówczesnymi dziejami katedry Św. Wita i ówczesnym państwem. Przy absydzie i bezpośrednio obok znalazły się wizerunki dworu królewskiego, ściślej najbliższa rodzina Karola IV Luksemburskiego:  Wacław I Luksemburski -  brat Karola IV,  Jan Henryk Luksemburski - drugi brat Karola IV i margrabia morawski, Blanka de Valois -  pierwsza małżonka Karola IV, Anna z Palatynatu - druga małżonka, Anna Świdnicka - trzecia małżonka, Elżbieta Pomorzanka - czwarta małżonka, Karol IV - król czeski i cesarz rzymski, Jan I Luksemburski - król czeski, ojciec Karola IV, Elżbieta Przemyślidka - małżonka Jana, Wacław IV Luksemburski - syn Karola IV i Anny Świdnickiej, późniejszy następca na tronie i Joanna Bawarska - pierwsza małżonka Wacława IV.
Po północnej stronie  zostali ukazani  kierownicy budowy katedry praskiej: Beneš Krabice z Weitmile, Ondřej Kotlík i Václav z Radče oraz architekci  Piotr Parler i Mateusz z Arras; po stronie południowej, pierwsi trzej arcybiskupi Pragi: Arnošt z Pardubic, Jan Očko z Vlašimi oraz Jan z Jenštejna, nadto kolejni kierownicy budowy: Mikuláš Holubec i Leonard Bušek. Przy pozostałych filarach znalazły się maski liściaste oraz gryf i bawiący (lub walczący) ze sobą pies z kotem. 
Zespół popiersi należy do dzieł jednostkowych w historii rzeźby średniowiecznej, za sprawą m.in. lokalizacji, typu, stylu oraz treści. Celem było m.in. upamiętnienie najważniejszych osób tworzących historię praskiej katedry, podkreślenie roli i potęgi władzy Luksemburgów nad Czechami oraz znaczenia praskiej katedry dla całych Czech. Popiersia tryforium stanowią ważny przykład w dziejach portretu, w miejsce tradycyjnego przedstawiania ogólnych typów ludzkich, następuje konkretyzacja cech fizjonomicznych, rysów i wyrazu twarzy oraz dążenie do naturalizmu i bardziej dosłownego przedstawiania osób. Wraz z cyklem popiersiowych wizerunków Jezusa, Marii oraz świętych patronów czeskich umieszczonych na zewnątrz, tworzących tzw. górne tryforium zespół ten od strony zarówno formalnej i ideowej tworzy integralną całość.

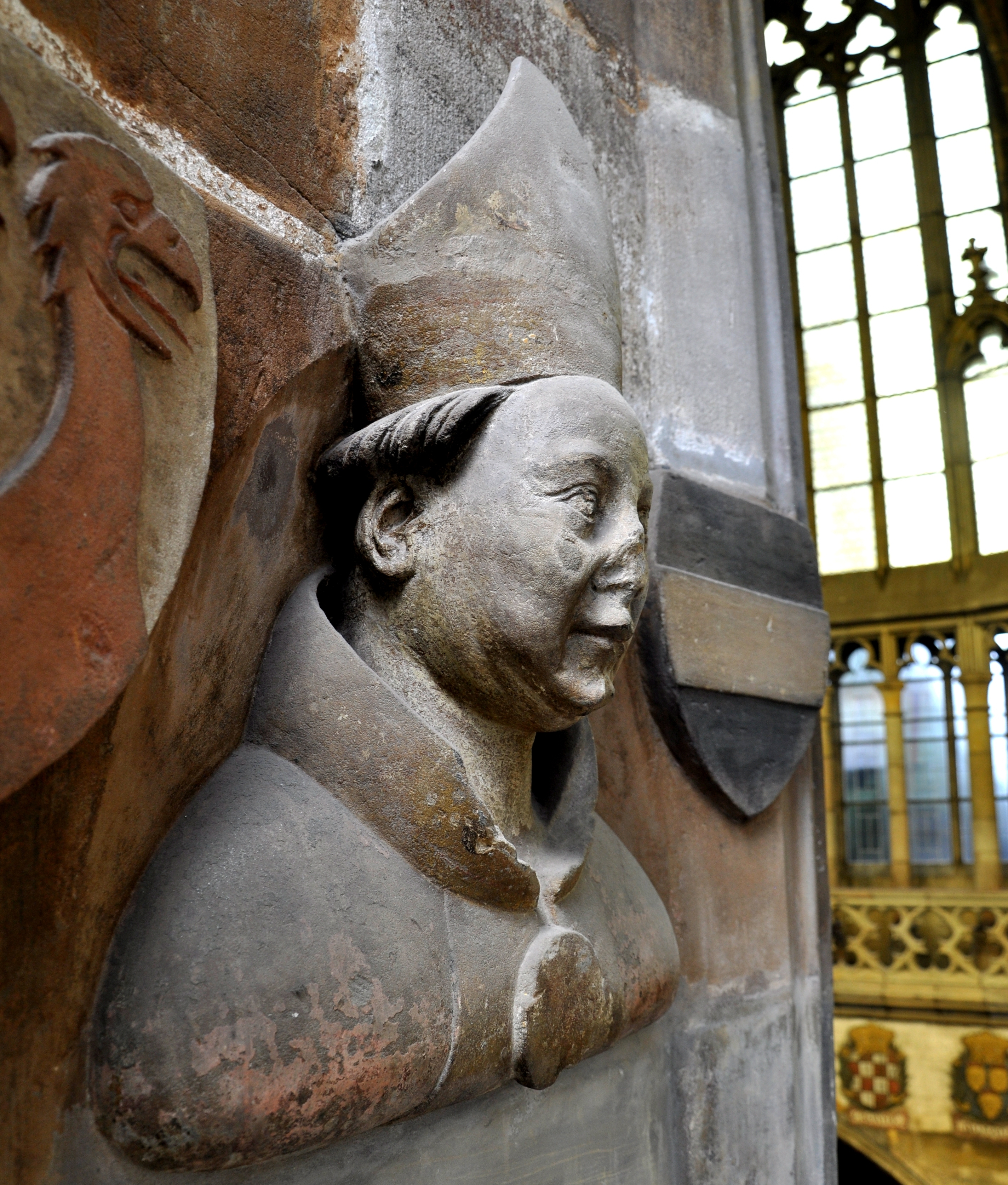
Jan Očko z Vlašimi
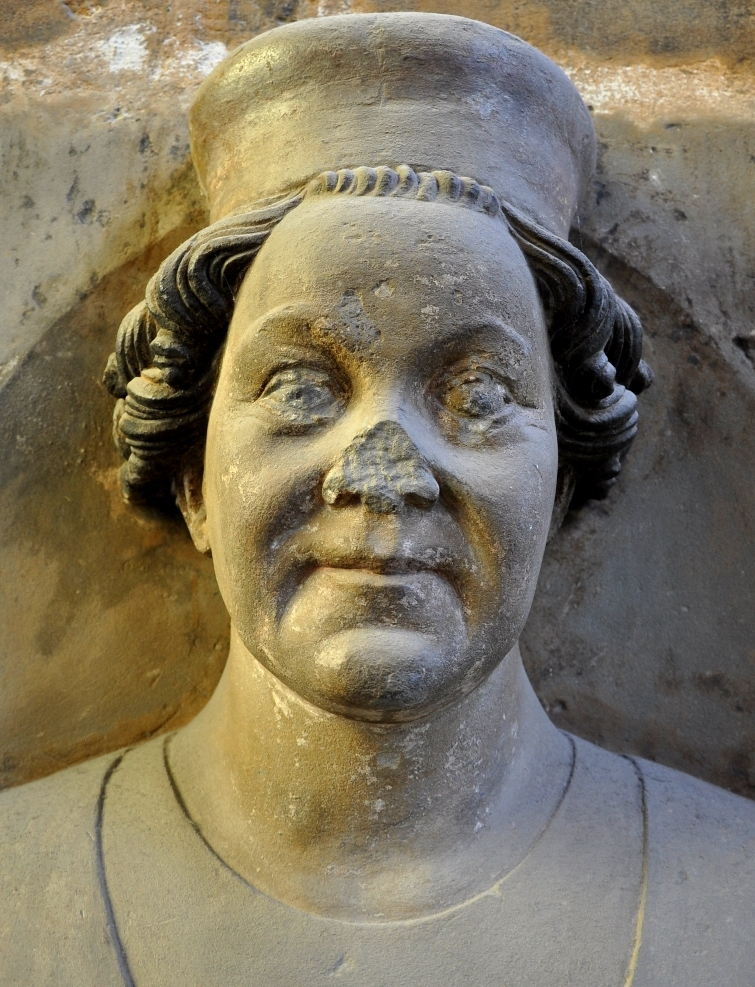
Beneš Krabice z Veitmile
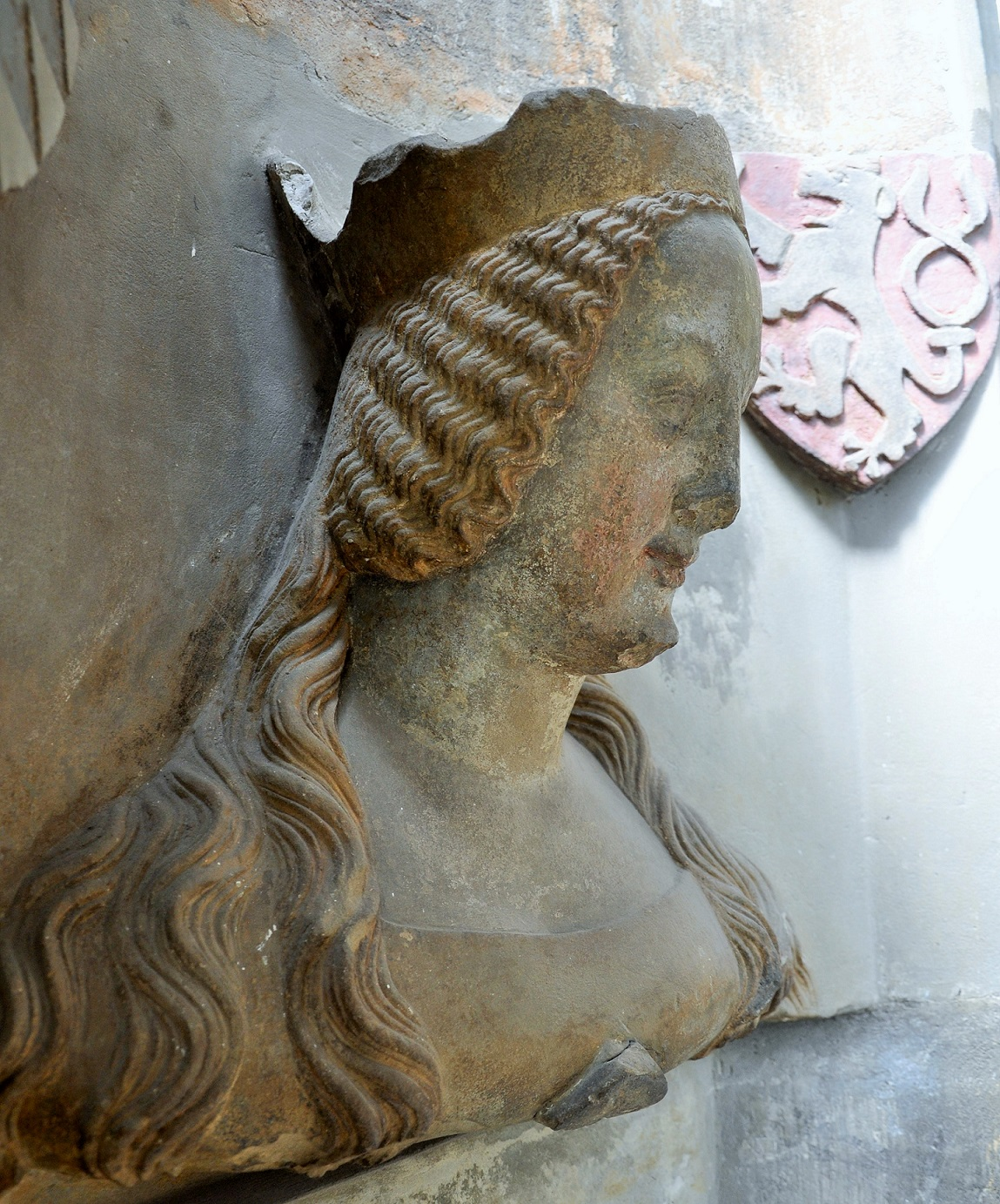
Joanna Bawarska
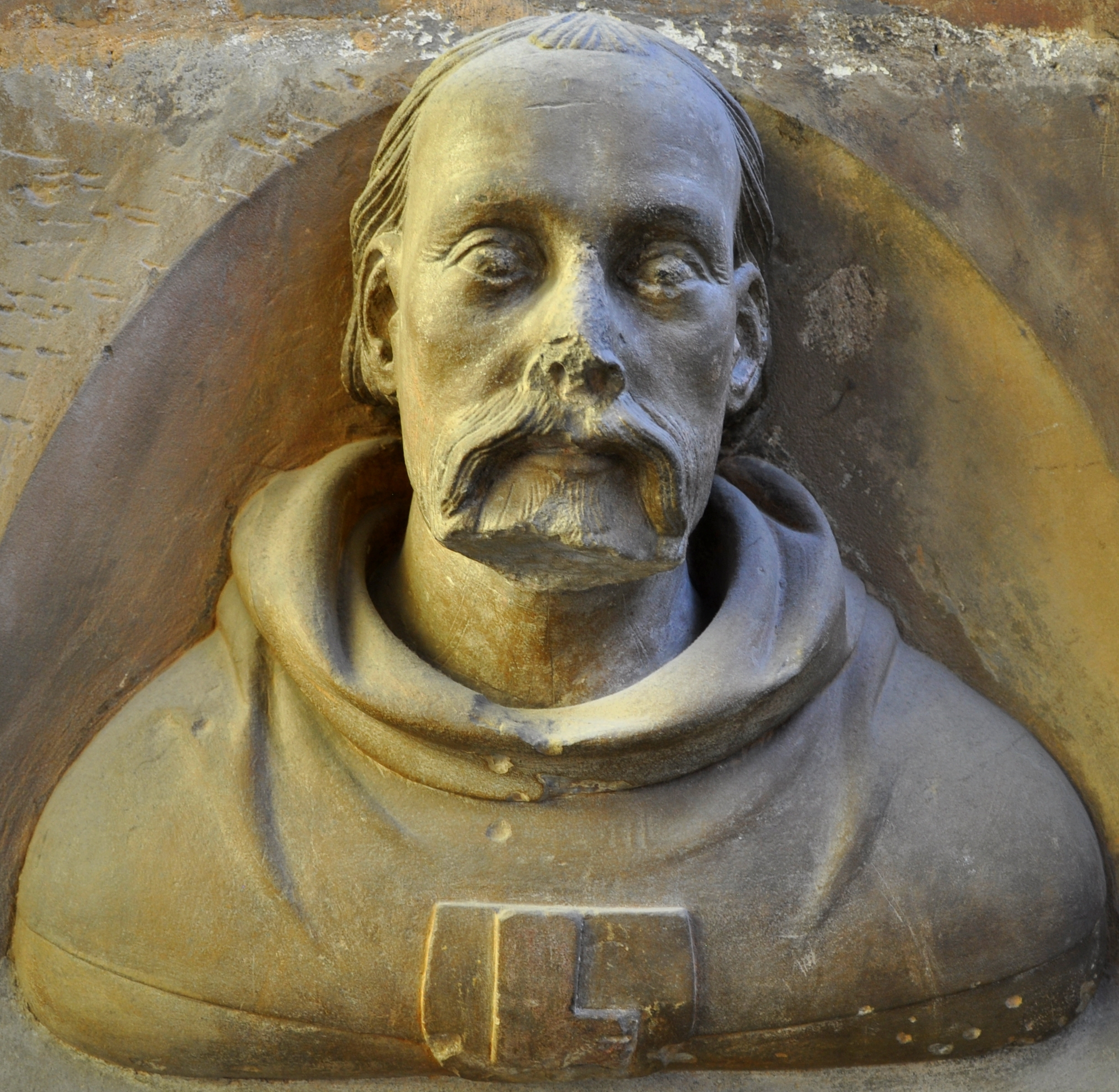
Piotr Parler

### Mauzoleum Habsburgów
Pośrodku chóru znajduje się monumentalne Mauzoleum Habsburgów, wykonane z białego marmuru przez niderlandzkiego mistrza Alexandra Colina (1527 – 1612). Wykonane zostało w latach 1566 – 1589 w Innsbrucku, z woli cesarza Rudolfa II Habsburskiego, (który uczynił Pragę jako główną siedzibę swej władzy), zostało przeniesione do Pragi. Spoczywają tu dziadek Ferdynand I i babka Anna Jagiellonka oraz ojciec Rudolfa II Maksymilian II. Na płycie wierzchniej ukazano ich wizerunki w stanie wiecznego spoczynku, przy ścianie frontowej pośrodku stoi pełnoplastyczna figura Chrystusa Zmartwychwstałego. 

### Ambona
Obok mauzoleum, przy filarze znajduje się wczesnobarokowa ambona wykonana w latach 1618-1631. Obrazy wykonał Matyáš Mayer. Na drzwiczkach ukazano wizerunek św. Wita, na balustradzie schodów wizerunki Ewangelistów, zaś na sześciobocznym w planie koszu Ojców Kościoła - świętych Grzegorza, Ambrożego, Augustyna i Hieronima. Przy ściance przylegającej do filara obraz Chrystusa okazującego swe rany. Balustradę zdobią liczne figurki aniołków trzymające narzędzia Męki Pańskiej. Całość wieńczy rzeźba Chrystusa Zmartwychwstałego. 

### Ołtarz główny
Usytuowany przy absydzie ołtarz główny jest dziełem neogotyckim, proj. Josefa Krannera z roku 1868, zrealizowany z Josephem Mockerem do 1873 r. Jest to rozbudowana kompozycja z przewagą form czysto architektonicznych uzupełniona dekoracją rzeźbiarską i przedstawieniami figuralnymi wykonaną techniką  emalii. W ogólnej postaci nawiązuje do form średniowiecznych relikwiarzy. Pośrodku retabulum najwyższa wieża z figurą św. Wita w górnej partii. Flankują ją para niższych bliźniaczych wież wznoszących się ponad arkadami z wimpergami, pod arkadami znajduje się sześć relikwiarzy typu skrzyniowego, których ścianki frontowe zdobią emaliowane wizerunki patronów czeskich (świętych Wojciecha, Cyryla i Wita oraz Wacława, Ludmiły i Prokopa.). Od strony prezbiterium bezpośrednio do retabulum przylega kamienna mensa, ściany ją podtrzymujące zdobią tonda z płaskorzeźbionymi wizerunkami proroków starotestamentowych. Retabulum otoczone jest kamienną balustradą, za ołtarzem umieszczono schody prowadzące na niewielką trybunę widoczną od strony ambitu.    

## Ambit i wieniec kaplic
Obiegający chór i prezbiterium ambit i przylegające do niego kaplice zostały rozplanowane przez Macieja z Arras, który częściowo zrealizował swój pomysł, który dokończył Piotr Parler. W najbardziej wysuniętych na wschód pięciu kaplicach zbudowanych na planie nieforemnego sześcioboku Karol IV Luksemburski, jako znaki m.in. legitymizacji swej supremacji w Czechach oraz pamięci o dawnych przodkach, ufundował zespół nagrobków dawnych władców czeskich z dynastii Przemyślidów. Na ścianach niektórych kaplic zachowały się fragmentarycznie gotyckie malowidła ścienne, datowane na lata 1370-1380 r.

### Kaplica Świętego Andrzeja
Obok kaplicy Św. Wacława znajduje się kaplica Św. Andrzeja (znana także jako Martinická). Na ścianie zachodniej renesansowe epitafium  Jana Starszego Popiela z Lobkovic. Vis a vis kamienny neogotycki ołtarz z płaskorzeźbionym przedstawieniem cyklu pasyjnego i Grupy Ukrzyżowania, dzieło T. V. Achtermanna. Ściany pokryte XIX-wieczną polichromią Frantiska Sequensa ukazującą Żywot św. Andrzeja oraz alegorie cnót. 

### Kaplica Świętego Krzyża
Kaplica Świętego Krzyża dedykowana jest także świętym Szymonowi i Judzie Tadeuszowi. Przy wschodniej ścianie ołtarz Św. Krzyża ze srebrnym późnogotyckim antependium o dekoracji ornamentalnej oraz wizerunkiem św. Jana Nepomucena. Ponad mensą fragmentarycznie zachowane malowidła ścienne ze schyłku XIV w. ukazujące Madonnę z Dzieciątkiem (pośrodku) w asyście świętych Wacława i Jana Ewangelisty, a ponadto świętych Jan Chrzciciela, Szymona i Judy Tadeusza. Matkę Bożą adorują Albrecht III Habsburg i jego żona Elżbieta  Luksemburska. Wyżej gotycki krucyfiks z XV w. Naprzeciw wejście do krypty pod prezbiterium mieszczącej groby królewskie. Wyżej na ścianie znajduje się XVIII-wieczny obraz ukazujący Apoteozę św. Jana Nepomucena pędzla O. Vicinellego. 

### Oratorium Królewskie

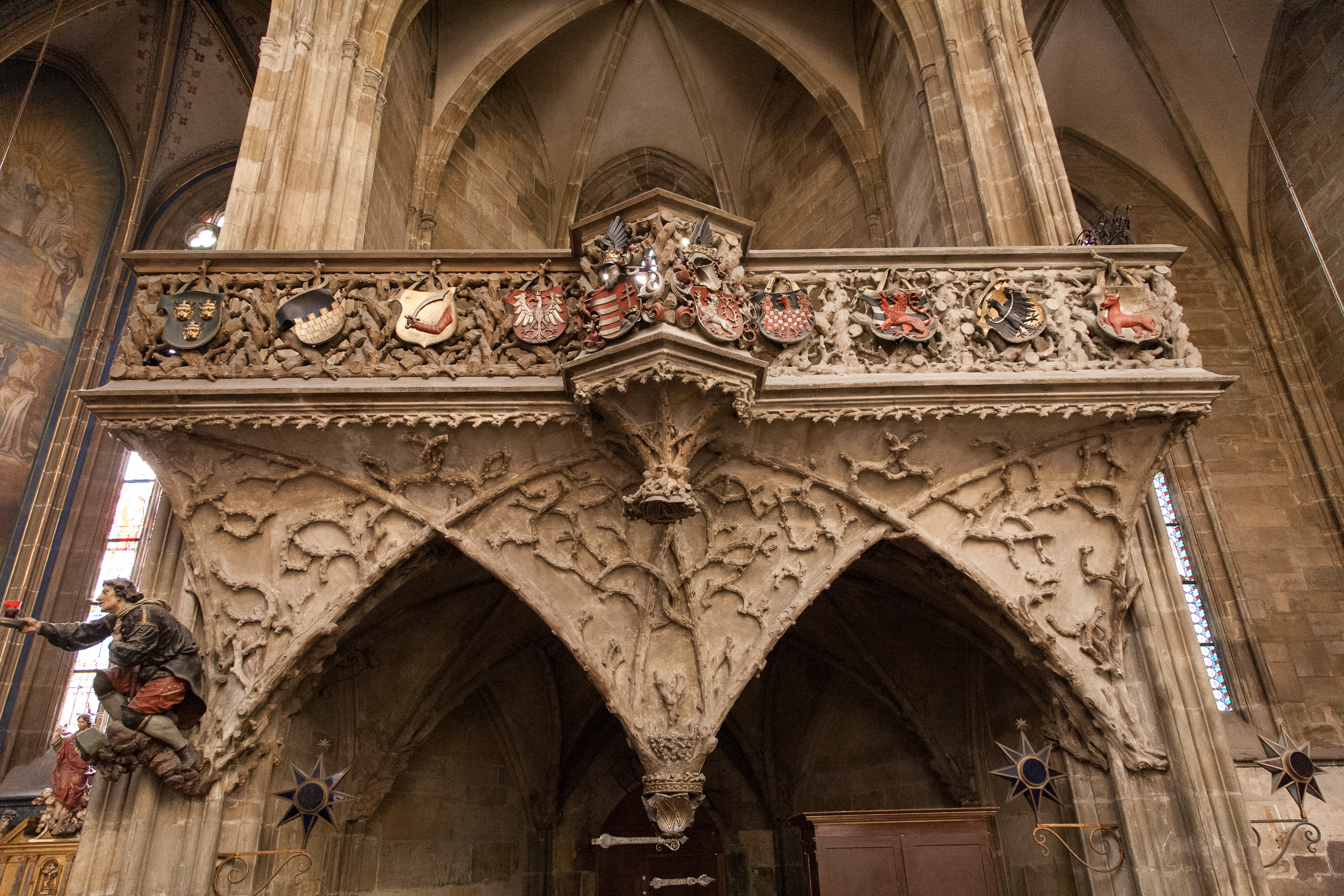
Późnogotyckie Oratorium Królewskie

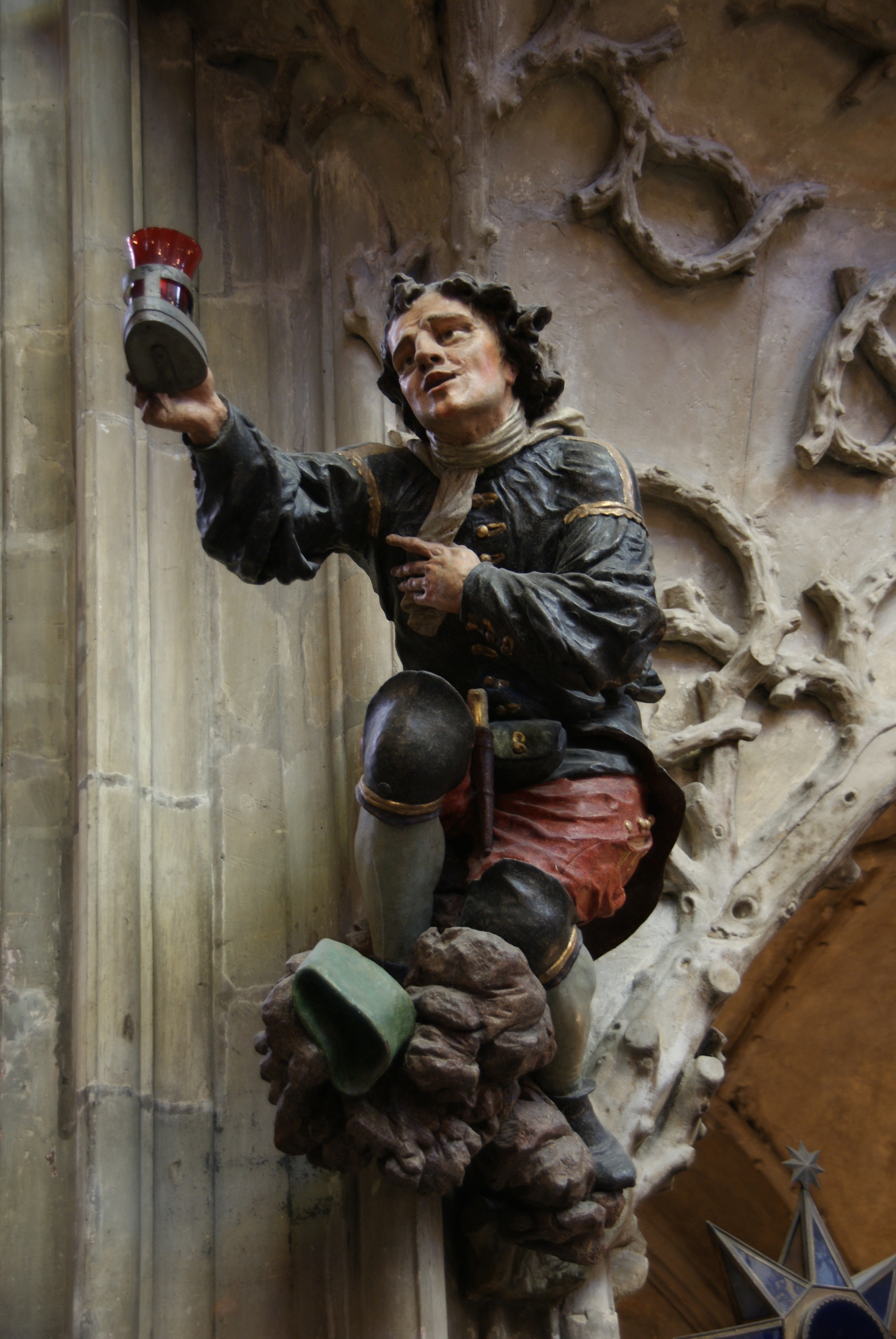
Rzeźba przy balustradzie Oratorium

Pomiędzy kaplicami Św. Krzyża i Św. Marii Magdaleny znajduje się poligonalnie zamknięta przybudówka, która mieściła wejście na ganek łączącym zamek królewski z katedrą, prowadzącym na emporę, gdzie gromadził się podczas liturgii dwór królewski. Zarówno ganek, jak empora powstały około 1490 roku z inicjatywy Władysława Jagiellończyka. 

#### Oratorium królewskie
Oratorium jest swego rodzaju emporą, przeznaczoną dla władców, którzy tu zasiadali podczas liturgii. Przestrzeń ta została zintegrowana z sąsiednią rezydencją królewską za pomocą ganku, który pomimo przebudów zachował się do dziś. Sama empora, od strony architektonicznej nawiązano do dzieł Petera Parlera (sklepienie trójdzielne wewnątrz kruchty w Złotej Bramie, motyw podwieszonego zwornika) wzbogacając o repertuar form typowych dla późnego gotyku: gęsto przykrywający wysklepki motyw astwerku-uschniętych, sękatych wijących się gałęzi. Podobna dekoracja znalazła się na monumentalnej balustradzie, którą nadto zdobią figurki oraz herby ziem którymi rządził Władysław Jagiellończyk. Jego monogram - tarcza herbowa z literą „W” znalazła się niżej, na wspomnianym, podwieszonym zworniku. Empora ta przypisywana jest Benediktowi Riedowi. 

### Kaplica Świętej Marii Magdaleny
Kaplica Świętej Marii Magdaleny (Valdštejnská) mieści usytuowane przy bocznych ścianach kamienne płyty nagrobne Mateusza z Arras (1290 – 1352) i Piotra Parlera (1332 – 1399) głównych architektów i budowniczych gotyckiej części katedry praskiej. Obok nagrobka pierwszego z architektów zachowała się szczątkowo XIV-wieczna polichromia z ok. 1360-70. Przedstawia Marię z Dzieciątkiem oraz świętymi: Marią Magdaleną, Bartłomiejem, Jakubem Młodszym i niezidentyfikowanym świętym; adorowanych przez dwóch kanoników katedry praskiej, których tożsamość nie została rozpoznana.  Pozostałe malowidła ścienne ukazujące Żywot Św. Marii Magdaleny, dzieło Františka Sequensa. Ten, wraz z Josefem Mockerem zaprojektowali witraże tej kaplicy.

### Kaplica Świętego Jana Nepomucena
Kaplica Świętego Jana Nepomucena (znana również jako Świętych Edwarda i Otylii, lub Vlašimska) mieści nagrobek Jana Očka z Vlašimi drugiego arcybiskupa Pragi (1364–1378). Powyżej fragmenty malowideł ściennych z ok. 1376 roku, przedstawiających klęczącego arcybiskupa przed Chrystusem jako Vir Dolorum oraz świętymi Wojciechem i Katarzyną. Nadto zachował się fragmenty sceny Bożego Narodzenia. Po przeciwległej stronie, na ścianie malowidło „Chrzest św. Otylii” (około 1380 r.) łączone z Mistrzem Oswaldem.
Ołtarz kaplicy z XVIII wieku, częściowo posrebrzany. Pośrodku przeszklona skrzynia mieszcząca relikwie św. Wojciecha. Wyżej ponad krucyfiksem adorowanym przez dwa anioły późnogotycka Pietà. Po bokach cztery srebrne popiersia świętych Wacława, Wojciecha, Wita i Cyryla. Od XVIII wieku, kaplica służy kultowi świętego Jana Nepomucena (ok. 1350–1393) wykształconego  na uniwersytetach w Pradze i Padwie. Był  kanonikiem praskiej katedry, wikariuszem abp. Jana z Jenštejna, praskiej katedry, spowiednikiem m.in. Zofii Bawarskiej. Pokłosie zatargu z królem Czech Wacławem IV został utopiony w Wełtawie. Jego żywot został ukazany na XIX wiecznych witrażach, dziełach m.in. Josefa Krannera i Karela Vladislava Zapa. 

#### Mauzoleum Św. Jana Nepomucena

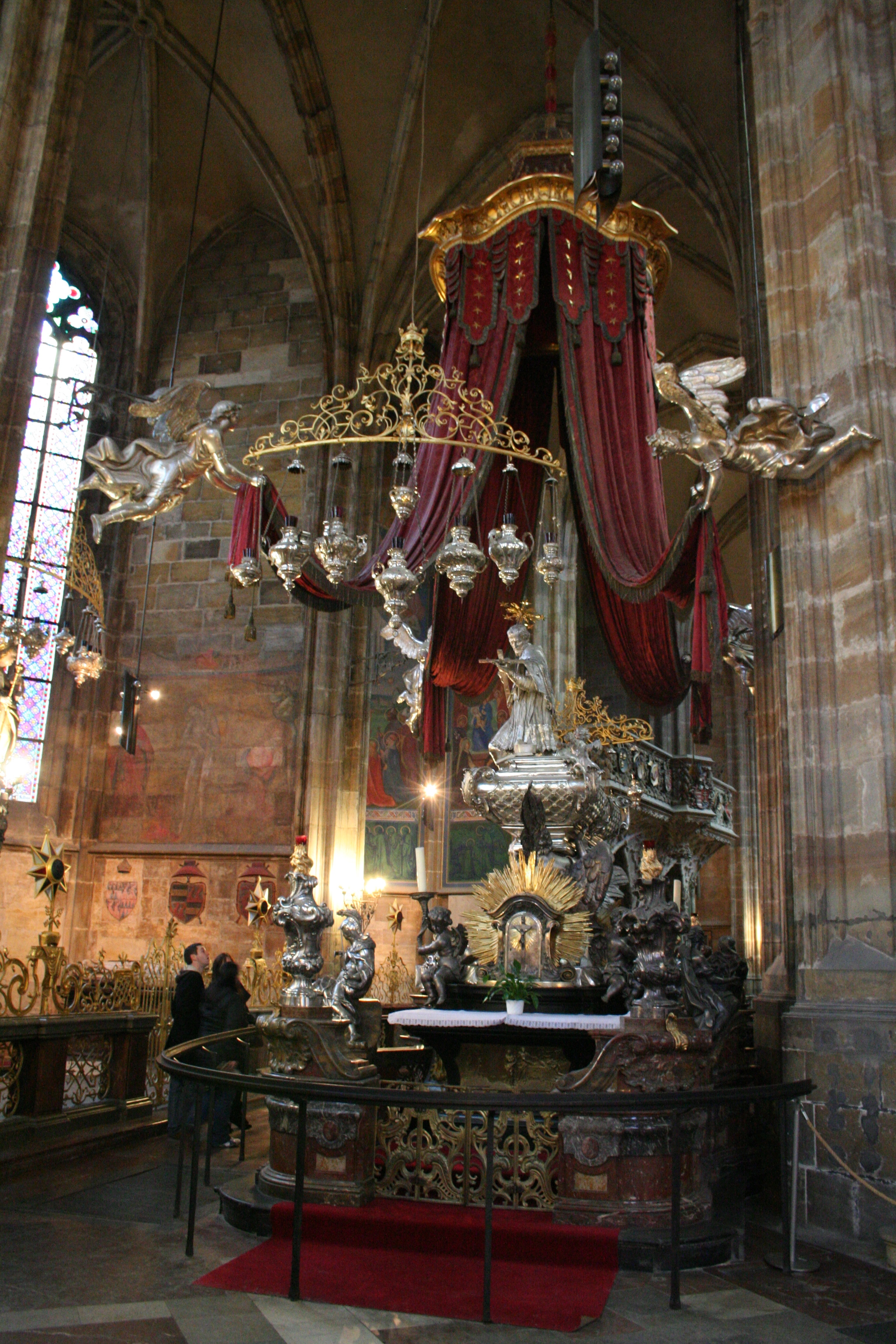
Mauzoleum Św. Jana Nepomucena

W obrębie ambitu, naprzeciwko kaplicy usytuowano monumentalny barokowe mauzoleum, z grobowcem św. Jana Nepomucena. Projekt opracował Josef Emanuel Fischer von Erlach w roku 1733. Figury świętego w asyście czterech klęczących aniołów oraz cesarza Karola VI powstały wedle modeli włoskiego rzeźbiarza Antoniego Corradiniego. Srebrna dekorację wykonał wiedeński złotnik Johann Joseph Würth. Nad nagrobkiem zawieszono tkany baldachim podtrzymywany przez cztery anioły usytuowane przy filarach. Powstanie tego monumentalnego założenia ma kontekst historyczny. W XVIII wieku nasilił się kult praskiego męczennika, którego krzewicielami byli przede wszystkim Jezuici, jego zasięg objął ówczesne habsburskie Czechy wraz z krajami ościennymi, zwłaszcza na Śląsk i Morawy. Został beatyfikowany w 1721 roku przez  Innocentego XIII, kanonizowany 19 marca 1729 przez Benedykta XIII.

### Kaplica Świętych Wojciecha i Doroty

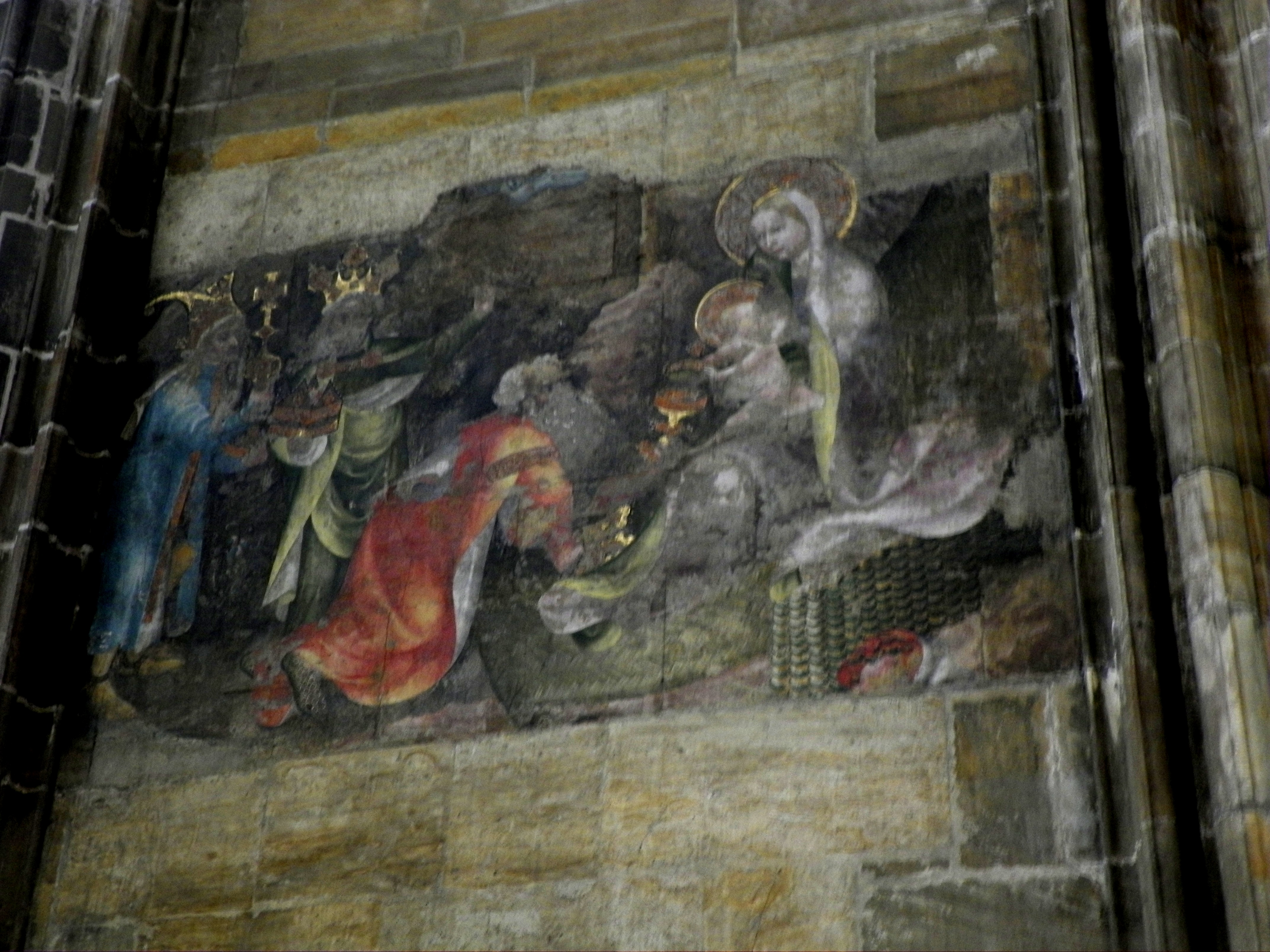
Pokłon Trzech Króli - malowidło z ok. 1370 r. w kaplicy Świętych Wojciecha i Doroty

Kaplica Świętych Wojciecha i Doroty (zw. Saska lub Šternberków) zachowała kamienne antependium gotyckiego ołtarza wykonane po 1356 roku. Zdobią go cztery ostrołukowe arkady. W dwóch środkowych ukazano tronującego św. Wojciecha adorowanego przez Rudolfa I, księcia Saksonii, po bokach zaś tarcze z herbami księcia oraz Saksonii. Na ścianie zachowała się kamienna tarcza z herbem Saksonii wraz z klejnotem. Poniżej gotycki nagrobek Przemysła II Ottokara, vis a vis nagrobek Przemysława Ottokara I, który jest jedynym nagrobkiem źródłowo przypisanym Peterowi Parlerowi. Powyżej na ścianie polichromia ze sceną Adoracji Dzieciątka przez pasterzy przypisywana warsztatowi Mistrza Ołtarza z Trzeboni; utrzymana w konwencji stylu pięknego, datowana na schyłek XIV stulecia.

### Kaplica Najświętszej Marii Panny i Świętej Trójcy

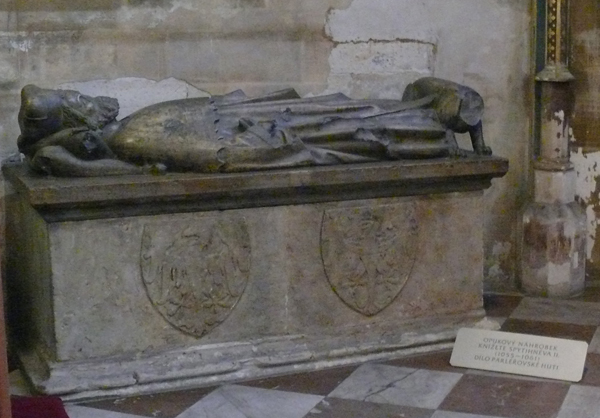
Nagrobek księcia Spitygniewa II

Oś katedry zamyka od wschodu kaplica  Najświętszej Marii Panny i Świętej Trójcy (zw. Cesarską). Z pierwotnego wyposażenia zachowały się jedynie nagrobki Spytygniewa II. (1031 – 1061) oraz Brzetysława I. (1034 – 1055). Pośrodku XIX-wieczny, neogotycki ołtarz w formie tryptyku z figurami świętych Wita, Wacława i Wojciecha w części środkowej oraz Chrystusa w asyście aniołów na zwieńczeniu. Po bokach płaskorzeźbione sceny ukazujące wybrane wątki z żywotów patronów praskiej katedry.

### Kaplica Świętego Jana Chrzciciela
Kaplica Świętego Jana Chrzciciela (zwana również jako Arnoštova, Arnošta z Pardubic, Św. Antoniego) pierwotnie mieściła miejsce pochówku pierwszego praskiego arcybiskupa Arnošta z Pardubic. Zachowaną pamiątką jest XIV-wieczny kamienny zwornik z herbem tegoż hierarchy. Zachowały się dwa nagrobki tumbowe wykonane w warsztacie Parlerów, Borzywoja II. (1064 – 1124) i Brzetysława II (1092 – 1100). Na ścianach wykonane z czerwonego marmuru płyty nagrobne z wizerunkami arcybiskupów Antonína Bruse z Mohelnice (1561 – 1580) oraz Martina Medka z Mohelnice (1581 – 1590). Z barokowego wystroju zachował się brązowy świecznik z XVIII w. Przy najdalej wysuniętej ścianie kaplicy neogotycki ołtarz, dzieło Josefa Krannera z figurami dłuta Vaclava Levého i Josefa Václava Myslbeka.  

### Kaplica Świętej Agaty
Kaplica Świętej Agaty, (znana też jako Stara Kaplica Arcybiskupia lub Pernštýnská), mieści manierystyczny nagrobek Vratislava II z Pernštejna (1530 – 1582), szlachcica i najwyższego kanclerza Królestwa Czech, ponadto nagrobki arcybiskupów praskich: Antonína Petra Příchovského z Příchovic,  Václava Leopolda Chlumčanského z Přestavlk a Chlumčan, Aloise Josefa Krakovského z Kolovrat, Ondřeje Aloise Ankwicz ze Skarbek-Poslawice i Františka kardinála Schönborna. Ołtarz w formie neogotyckiego tryptyku, dzieło Josepha Mockera i Jana Mráza dedykowany jest świętemu Wojciechowi. W obrębie obejścia, naprzeciwko kaplicy brązowa figura kardynała Bedřicha Josefa Schwarzenberga, dłuta Josefa Václava Myslbeka z roku 1891.

### Kaplica Świętej Anny
K. Mocker, L. Šimek, wykonali tu neogotycki ołtarz z figurami świętej Anny, w asyście św. Łukasza i Metodego; na ołtarzu został umieszczony wczesnogotycki relikwiarz tablicowy (plenarium) z roku 1266, ofiarowany katedrze w 1846 r. Do rewolucji francuskiej znajdował się w kościele Świętego Marcina w Trewirze. Na bocznej ścianie późnogotycki obraz z przedstawieniem Wniebowzięcia Marii, datowany na 1 poł. XVI stulecia. 

### Stara Zakrystia
Dwuprzęsłowa Stara Zakrystia (ob. kaplica Świętego Michała) zachowała pierwotną architekturę, którą tworzą skomplikowane w formie sklepienia, dzieło strzechy Piotra Parlera. Przęsło zachodnie nakrywa wariant sklepienia krzyżowo-żebrowego (czterokrotna multiplikacja tego motywu), zaś wschodnie odmiana sklepienia gwiaździstego. W obydwóch przypadkach, na wysokości styku żeber nie ma typowego zwornika, promieniście ułożone żebra (w liczbie 8) są oderwane od wysklepek i opadają w dół, na styku łączą się tworząc tzw. zwornik podwieszony. Zachował się również gotycki portal prowadzący do tego pomieszczenia. Tympanon zdobi dekoracja maswerkowa z motywem "rybiego pęcherza". Po bokach barokowa rzeźba "Św. Michał pokonujący smoka" oraz obraz Petera Brandla "Chrzest Chrystusa".  

### Kaplica Świętego Zygmunta
Kaplica Świętego Zygmunta (Černínska) powstała z inicjatywy Karola IV Luksemburskiego, który ufundował  tu  grób i ołtarz dla sprowadzonych z Saint-Maurice D'Agaune relikwii św. Zygmunta, wczesnośredniowiecznego króla Burgundii i męczennika. Sprowadzenie tych relikwii miało związek z koronacją na króla Burgundii i wcielenie jej do Rzeszy, nadto św. Zygmunt stał się nowym patronem katedry i samego Karola IV. Z inicjatywy jego małżonki, Elżbiety Pomorzanki 1371 roku ołtarz otrzymał złoty relikwiarz popiersiowy mieszczący fragment czaszki św. Zygmunta, na głowie spoczęła złota korona. Całość uległa zniszczeniu podczas wojen husyckich. Obecny barokowy ołtarz pochodzi z XVIII wieku, jest dziełem F. M. Kaňki, F. I. Weisa. 

## Transept
Nawa poprzeczna składa się z pięciu przęseł, z czego dwa południowe są średniowieczne, pozostałe, wraz ze skrzyżowaniem naw wzniesiono w XIX-XX w. Skrajne, południowe przęsło jest dłuższe od pozostałych; w dolnej partii jest zwężone przez bryłę kaplicy Świętego Wacława. Olbrzymie, gotyckie południowe okno, uzupełnione w 1935 roku neogotycką dekoracją maswerkową proj. Karela Hilberta wypełnia witraż, dzieło Maxa Svabinskiego ukazujące scenę Sądu Ostatecznego, co stanowi ikonograficzne zwierciadło dla XIV-wiecznej mozaiki na zewnątrz. U góry ukazano Archanioła Michała z koroną cierniową w dłoniach oraz aniołki z dzwonkami. Niżej, Maria i Jezus w asyście apostołów oraz świętych Jana Chrzciciela, Wacława, Ludmiły, Wojciecha. Niżej ukazano rzesze potępionych (po lewicy) i zbawionych (po prawicy), obok nich zwracają się o łaskę Chrystusa czescy władcy: Karol IV Luksemburski, wraz z czterema swymi małżonkami (asystuje nim biskup Jan Očko z Vlašimi), synem Wacławem IV oraz Władysław Pogrobowiec, Jerzy z Podiebradu, Ferdynand I Habsburg i Rudolf II Habsburg. Pośrodku na samym dole Adam i Ewa. 
Po przeciwległej stronie usytuowana jest renesansowa kruchta (usytuowana tu wtórnie w 1924 roku; pierwotnie, przed wzniesieniem korpusu nawowego zamykała katedrę od strony zachodniej) oraz  gotycko-renesansowa kaplica chóru kapituły katedralnej, dzieła Bonifacego Wohlmutha (1510 – 1579), nadwornego architekta Ferdynanda I Habsburga. Nakryta sklepieniem sieciowym kaplica chórowa składa się z trzech niewielkich przęseł. Wewnątrz m.in. tron arcybiskupi z XVII wieku, obraz ze św. Janem Nepomucenem pędzla K. Kulika z 2 poł. XVII w. Powyżej ulokowano późnobarokowe organy z lat 1762-63 dzieło A. Gartnera.   

## Korpus nawowy
Korpus nawowy wzniesiono w latach 1873-1924, którego architektura wiernie naśladuje gotycką część wschodnią. Wewnątrz niektórych kaplic wtórnie umieszczono starsze dzieła sztuki, wszystkie okna kaplic  ozdobiono witrażami z XX wieku.   

### Nawa główna
Ponad arkadami międzynawowymi znajduje się tryforium wzorowane na gotyckim w części wschodniej. Całość wykonano w latach 1919-1928 przez zespół rzeźbiarzy m.in. J. Štursa, B. Kavka, V Žaluda i J. Lauda. Ukazano tu portrety osobistości zasłużonych dla ukończenia praskiej świątyni, takich jak V. Pešina, F. Thun, Josef Kranner, Josef Mocker, abp Antoni Podlaha i Kamil Hilbert.  

### Kaplica Arcybiskupia
Kaplica Arcybiskupia (proboszcza Hory, bp Antonína Podlahy, bp Františka Tomáška) mieści nagrobek bp Antonína Podlahy, zasłużonego czeskiego hierarchy i historyka sztuki, który wielokrotnie iwentaryzował źródła archiwalne, wyposażenie katedry praskiej i jej skarbca; wraz z Eduardem Sittlerem wydał szereg publikacji książkowych na ten temat. Okno wypełnia witraż projektu Alfonsa Muchy. Tematami są alegoria Słowiańszczyzny, początki chrześcijaństwa w Czechach oraz żywoty świętych Cyryla i Metodego. Ołtarz kaplicy zdobi wtórnie przeniesiony fragment ściany z polichromowanym przedstawieniem Wniebowzięcia Marii z 1593 r. pędzla Bartholomeusa Sprangera.

### Kaplica Schwarzenbergów
Kaplica Schwarzenbergów dedykowana jest rodowi arystokratycznemu, który od XVI wieku należał do najpotężniejszych w Czechach. W kontekście zasług dla praskiej katedry wyróżnili się tacy członkowie jak Feliks Schwarzenberg (1800 – 1852),  Bedřich Jan Josef Celestin Schwarzenberg (1089 – 1885) praski kardynał oraz Fridrich Johan Joseph, arcybiskup Salzburga a od roku 1850 v Pragi. Fundacją Jana Schwarzenberga jest wielki witraż ze scenami dziejów relikwii św. Jana Nepomucena (proj. Karel Svolinský), zaś Karol Schwarzenberg ofiarował katedrze późnogotycki obraz ze scenąPokłonu Trzech Króli z 1 ćwierci XVI w. N ścianie vis a vis ołtarza wisi renesansowe epitafium Mikołaja Pychlera z 1579 r.

### Kaplica Świętej Agnieszki Czeskiej
Kaplica Świętej Agnieszki Czeskiej (Bartoňów z Dobenína) mieści wewnątrz wtórnie umieszczone gotyckie retabulum z II poł. XIV wieku, dzieło malarza z kręgu Jacobella di Bonono, weneckiego malarza. Ma formę rozbudowanej struktury architektonicznej, gdzie w arkadach umieszczono pojedyncze obrazy. Układ ołtarza jest hieratyczny, część środkowa (z obrazem Madonny z Dzieciąkiem) wyróżnia się od pozostałych (obrazy z wizerunkami świętych). Pozostała część wystroju XX-wieczna w tym mozaika obrazująca siedem uczynków miłosierdzia, malowidła przedstawiające modlący się ród szlachecki  Bartoňów z Dobenína (w czasach komunistycznych zakryte tapetą), który ufundował tę kaplicę oraz witraż obrazujący Osiem Błogosławieństw (autorzy František Kysela i Josef Cibulka), a nadto finansował prace nad katedrą.

### Kaplica Świętej Ludmiły
Wystrój kaplicy Świętej Ludmiły pochodzi z XIX i XX w. Ołtarz projektu Josefa Krannera zdobi marmurowa figura św. Ludmiły dłuta Emanuela Maxa (1810 – 1901). Mozaika ze sceną Chrztu Chrystusa w Jordanie (1955 r.) oraz witraż ukazujący Zesłanie Ducha Świętego (1933-1936) są dziełami Maxa Svabinsky'ego. Ponadto XVII-wieczny obraz nieznanego mistrza flamandzkiego ukazujący Świętą Rodzinę.

### Kaplica Bożego Grobu
Kaplicę Bożego Grobu zdobi cenny zespół dzieł malarstwa barokowego. Pochodzący z pobliskiego kościoła Św. Jerzego ołtarz Św. Anny powstał w 1674 r. jest dziełem M. Nonnenmachera, zdobią go obrazy ukazujące Marię z Dzieciątekiem (u góry) oraz Marię z jej rodzicami, świętymi Joachimem i Anną. Ponadto obrazy Święta Rodzina z kręgu Petera Paula Rubensa i Maria Magdalena pędzla Aurelia Lomiego z pocz. XVII w. Karel Svolinský jest autorem witraża z przedstawieniami Uczynków Miłosierdzia.

### Kaplica Thuna
Kaplica została ufundowana przez Fanza Antona Thuna. Zachodnia ściana kaplicy stanowi najdalej wysuniętą elewację gotyckiej katedry. Ściana ta przepruta jest portalem prowadzącym do aneksu przylegającego do wieży, gdzie znajdowała się biblioteka kapitulna. Obok portalu klasycystyczny ołtarz, który zdobi pochodzący z kaplicy ratusza na Małej Stranie barokowy obraz ukazujący martwego Chrystusa podtrzymywanego przez anioły, dzieło G. Licinia ze schyłku XVI w. Ponadto na ścianie zachodniej dwie późnogotyckie kwatery ołtarzowe z ok. 1500 roku ukazujące święte Urszulę i Małgorzatę. Witraż z lat 1927– 1929 (autor František Kysela), ukazuje wątki odnosze się do fragmentu Psalmu 126 " Którzy we łzach sieją, żąć będą w radości" (Ps. 126, 5).

## Skarbiec katedralny

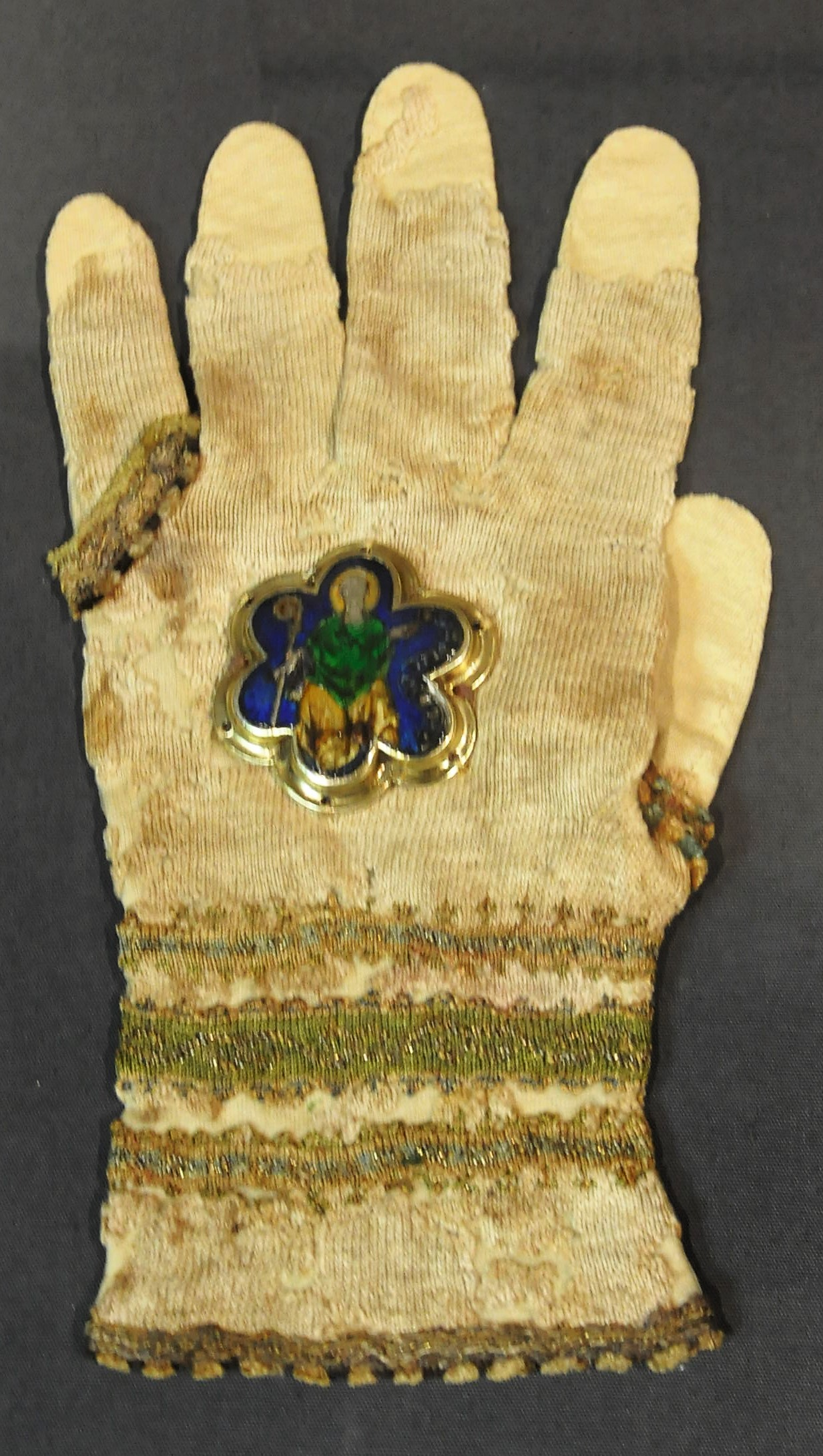
Rękawica św. Wojciecha z XIV-wieczną fibulą

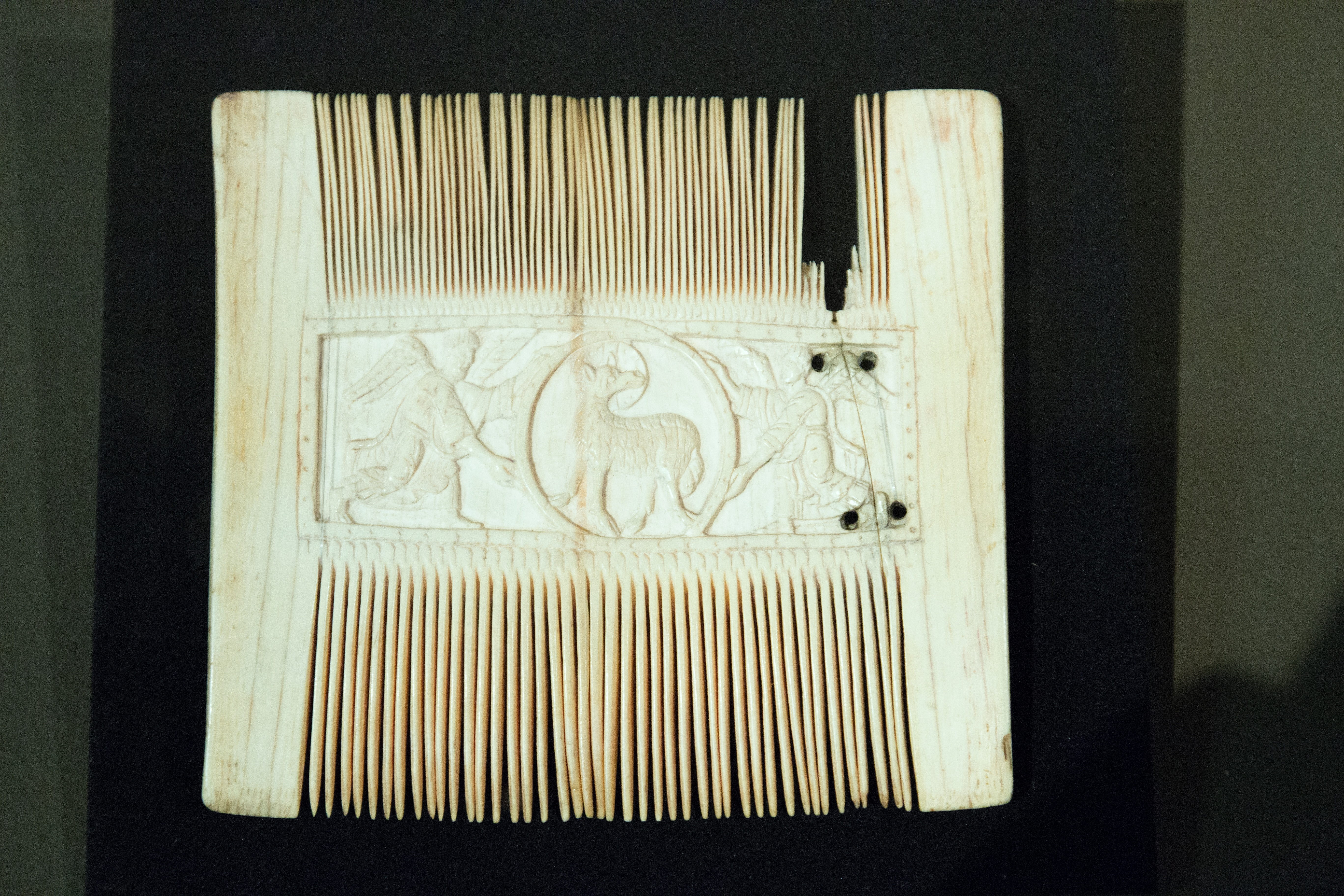
Grzebień biskupi z ok. 1100 r.

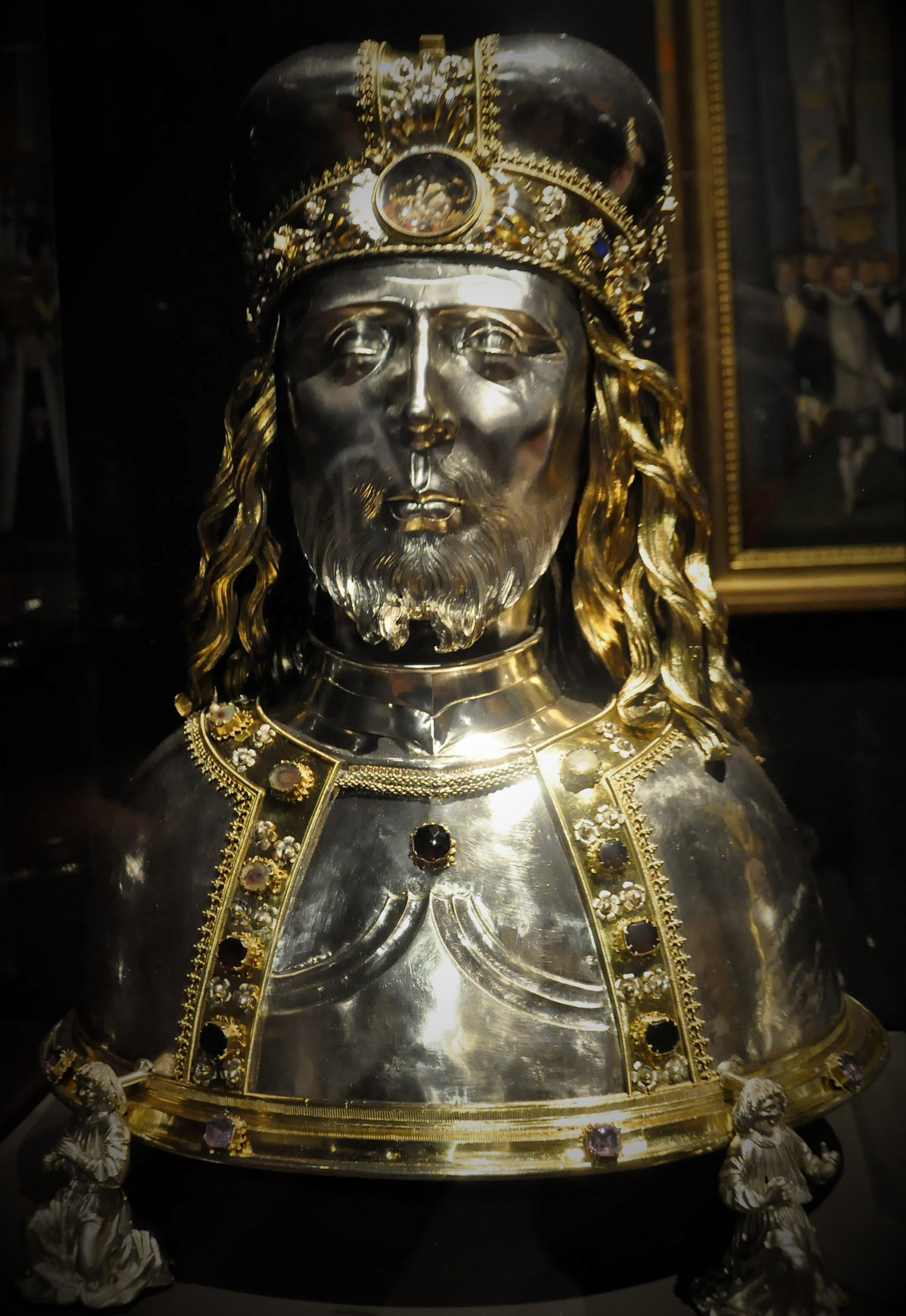
Popiersie relikwiarzowe św. Wacława z 1503 r.

Skarbiec katedry w Pradze należy do najbogatszych tego typu zbiorów w Europie. Od czasów panowania pierwszych Przemyślidów gromadzono tu relikwie w bogato zdobionych relikwiarzach i rozmaite dzieła sztuki złotniczej daru zarówno hierarchów i władców świeckich. Już Wacław I miał ofiarować tu relikwie z opactwa Corvey daru Henryka I, księcia saskiego. Zarówno pierwsza rotunda i powstała na jej miejscu świątynia romańska były uposażane w relikwiarze głównie związanych z patronami, św. Witem, wspomnianym św. Wacławem oraz św. Wojciechem (lwią część relikwii Sławnikowica stanowiły łupy z katedry w Gnieźnie zabrane w 1039 r. przez księcia Brzetysława). Do katedry trafiały też dary m.in. relikwiarz św. Jana Chrzciciela ofiarowany przez biskupa ołomunieckiego Henryka Ždika, złoty, kameryzowany kielich daru Konstancji, żony Przemysła I, czy dar Wacława II: pozłacany tryptyk dla kaplicy Św. Wacława. Czasy panowania Luksemburgów, a szczególnie Karola IV Luksemburskiego stanowiły przełom dla wyposażenia świątyni i skarbca, spośród kilkudziesięciu dzieł wyróżniały się 23 popiersia relikwiarzowe, w tym dwa złote, z relikwiami św. Zygmunta daru Elżbiety Pomorzanki, oraz św. Wacława oba były nakryte koronami; w przypadku drugiego jest to zachowana do dziś korona królów czeskich. Inną ważną fundacją złotniczą dla Karola IV była złoty i kameryzowany relikwiarz św. Wacława, usytuowany w kaplicy tegoż świętego. Ponadto znalazło się 13 figur relikwiarzowych (w tym dwie złote), 20 kielichów, nadto dary złotnicze m.in. Elżbiety Łokietkównej i Ludwika Węgierskiego. Kres świetności skarbca położyły wojny husyckie które spowodowały spustoszenie katedry; niektóre precjoza zostały ewakuowane i rozproszone. Kolejni dobrodzieje uposażali skarbiec, m.in. Władysław Pogrobowiec darował złoty krzyż relikwiarzowy, Janusz z Kolovrat zachowaną do dziś tablice relikwiarzową, a Władysław Jagiellończyk sprawił trzy nowe zachowane popiersia relikwiarzowe na relikwie świętych Wita, Wacława i Wojciecha. W 1625 roku skarbiec katedralny wzbogacił się o klejnoty pochodzące ze skarbca zamku w Karlštejnie, m.in. dwa złote krzyże relikwiarzowe Karola IV. W dobie baroku ofiarowano tu kolejne precjoza, w tym daru cesarza Leopolda. W XIX wieku do skarbca katedry trafiły dzieła o rozmaitej proweniencji, w tym późnoromańska tablica relikwiarzowa pochodząca ze zniszczonego podczas wojen napoleońskich klasztoru Św. Marcina w Trewirze. Zbiory skarbca praskiego częstokroć zmieniały swoje lokum; obecnie są wystawione w kaplicy Św. Krzyża na Hradczanach. Wyjątek stanowią czeskie klejnoty koronacyjne. 
Spośród liczącego obecnie około 400 dzieł sztuki, w tym niemal 150 wystawionych na ekspozycji  (głównie rzemiosła artystycznego) wyróżniają się: złoty krzyż relikwiarzowy (ok. 1357 r.) Karola IV mieszczący m.in. relikwie Drzewa Pańskiego, fragment gwoździa, dwa ciernie, kawałek gąbki. Ozdobiony jest kamieniami szlachetnymi (gł. szafirami) oraz antycznymi i średniowiecznymi gemmami. Z Karolem IV związany jest też kolejny złoty krzyż, daru papieża Urbana V, którego powierzchnię zdobią grawerowane i niellowane przedstawienia Ukrzyżowania, adoracji Chrystusa oraz przekazania relikwii cesarzowi przez papieża.  Ponadto zespół relikwiarzy-ostensoriów, większość, podobnie jak w przypadku obu krzyży pochodzą ze skarbca w Karlštejnie. Do wczesnych zabytków należy zespół obrazów kultowych, trzy w typie Veraicon oraz Madonny Ara Coeli (wszystkie z XIV w.). Starszym dziełem jest grzebień biskupi z kości słoniowej ok. 1100 r. Z klasztoru Św. Jerzego pochodzi relikwiarz ręki św. Jerzego z około lat 70. XIII w. Cennymi dziełem jest relikwiarz łączony z warsztatem Parlerów, w formie kapliczki, o formami typowych dla architektury schyłku XIV w, nadto podobne w formie dzieło mieszczące relikwie św. Katarzyny. Z przełomu XIV i XV wieku pochodzą cztery krzyże pektorałowe, natomiast z II połowy XV i początku XVI wieku aż osiem bogato zdobionych medalionów relikwiarzowych służących jako dekoracja naszyjnika, nadto pięć kolejnych osadzonych na trzonach. Nowożytność reprezentują kolejne relikwiarze, nadto zbiór pontyfikaliów, oraz utensiliów liturgicznych. Z XVIII i XIX wieku zespół kilkunastu rubinowych, szmaragdowych, szafirowych i diamentowych krzyży pektoralnych i pierścieni.

## Varia
Wnętrze zawiera wiele cennych dzieł sztuki, w tym m.in. gotyckie nagrobki królów czeskich, wiele rzeźb Piotra Parlera. Jeden z witraży jest projektu Alfonsa Muchy.
Dnia 26 maja 1303 r. we wcześniejszej romańskiej katedrze miał miejsce ślub Wacława II z Ryksą Elżbietą i jej koronacja na królową Czech i Polski.

## Galeria

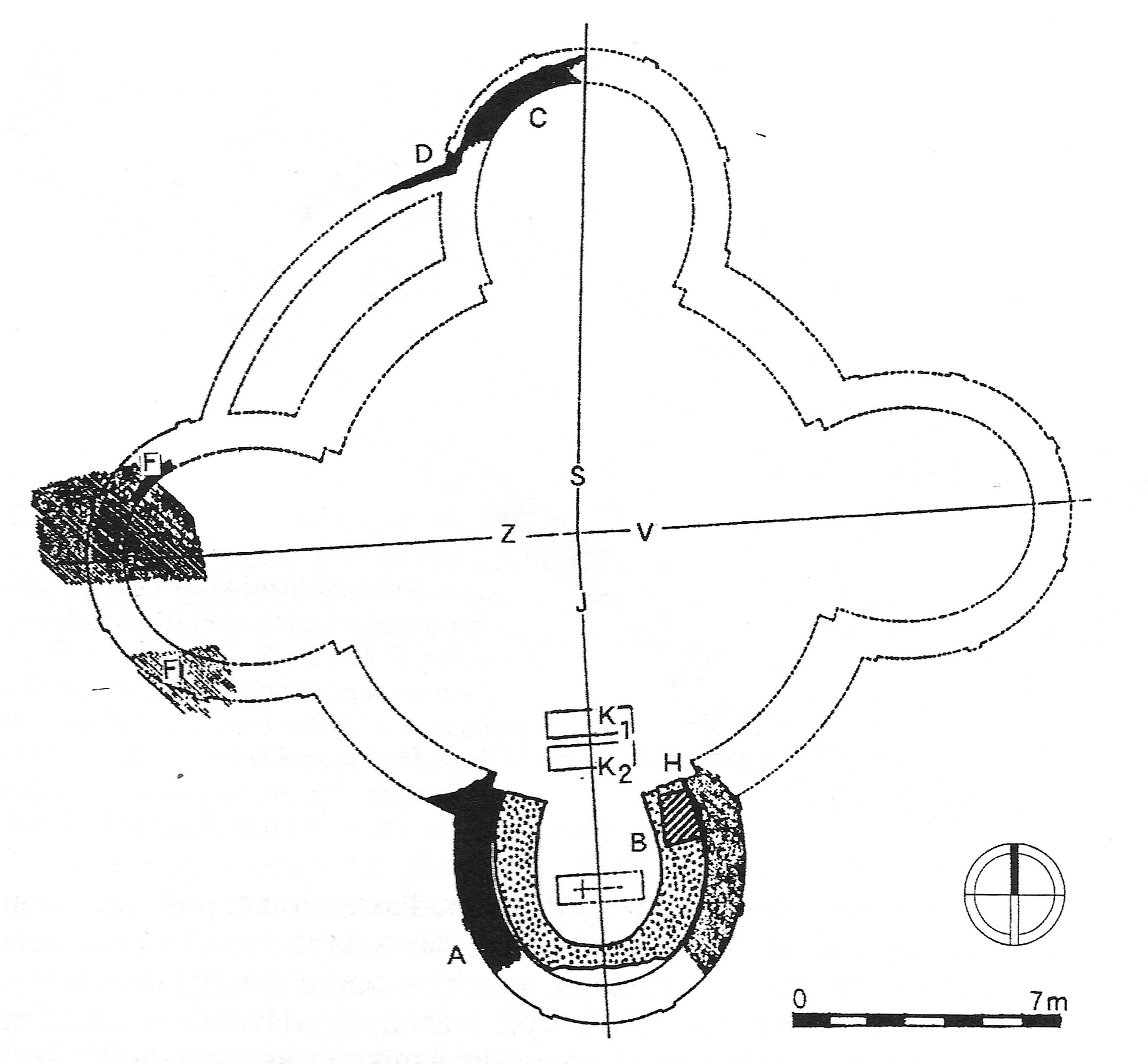
Rekonstrukcja planu przedromańskiej rotundy (na czarno zaznaczone zachowane relikty)
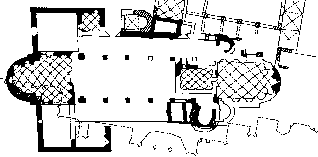
Rekonstrukcja planu romańskiej bazyliki
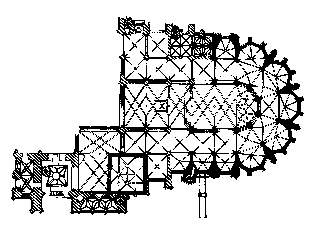
Plan gotyckiej części katedry.
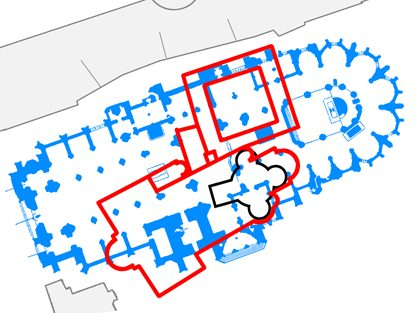
Usytuowanie planu rotundy (na czarno) bazyliki (na czerwono) na tle obecnej katedry (na niebiesko)

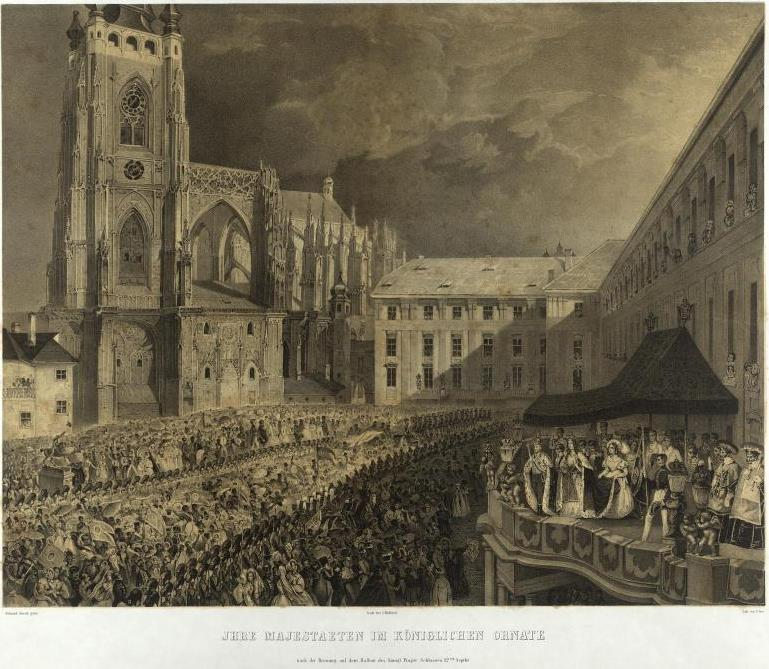
Widok na niedokończoną katedrę
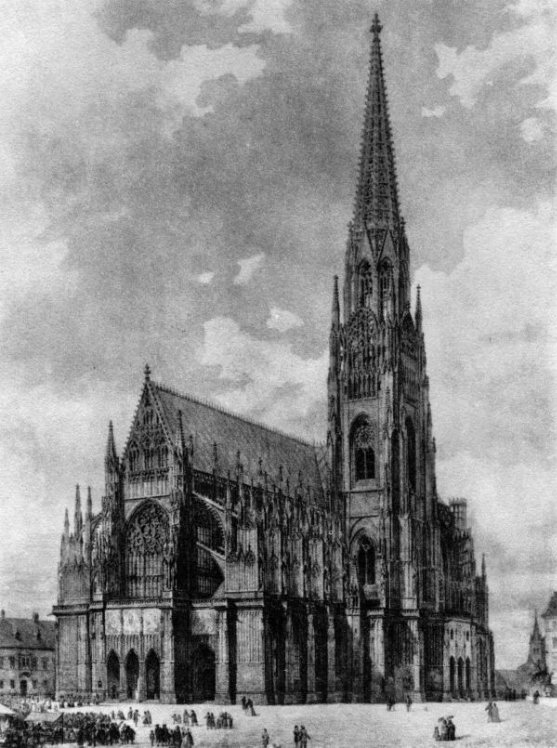
Projekt Josefa Krannera
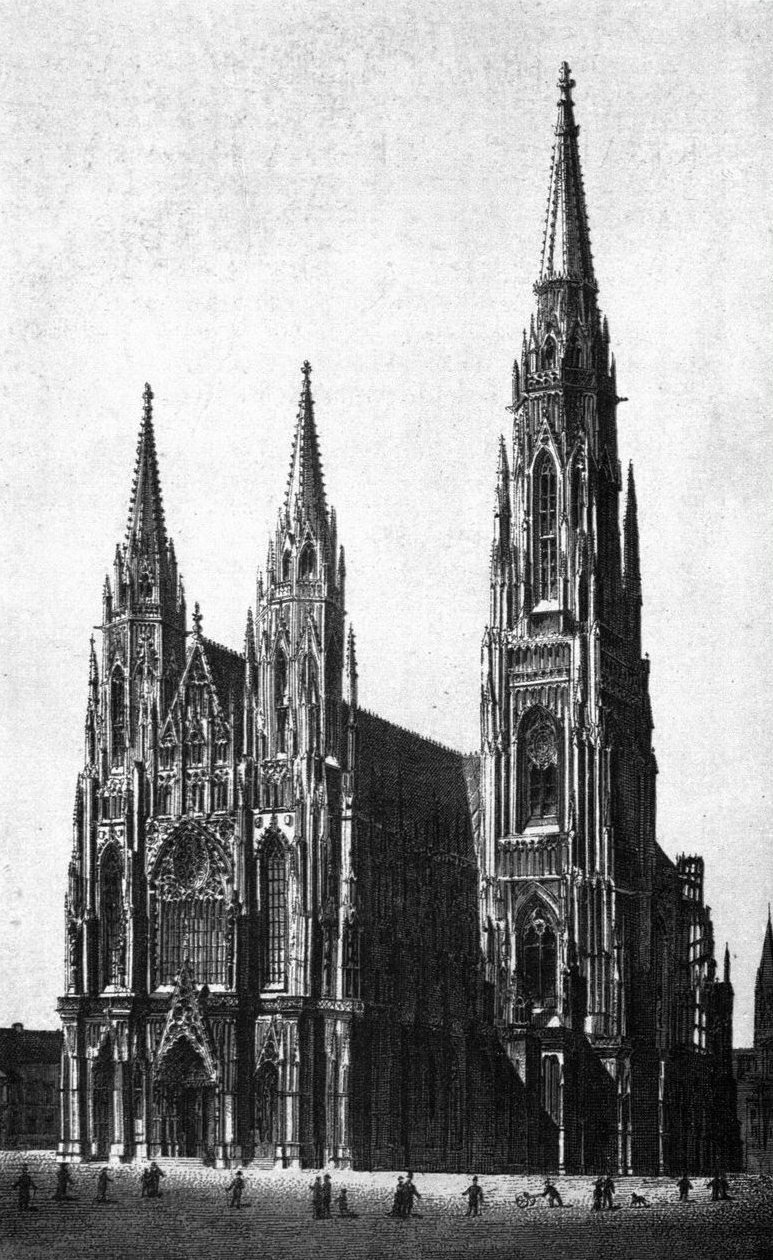
Projekt Josefa Mockera
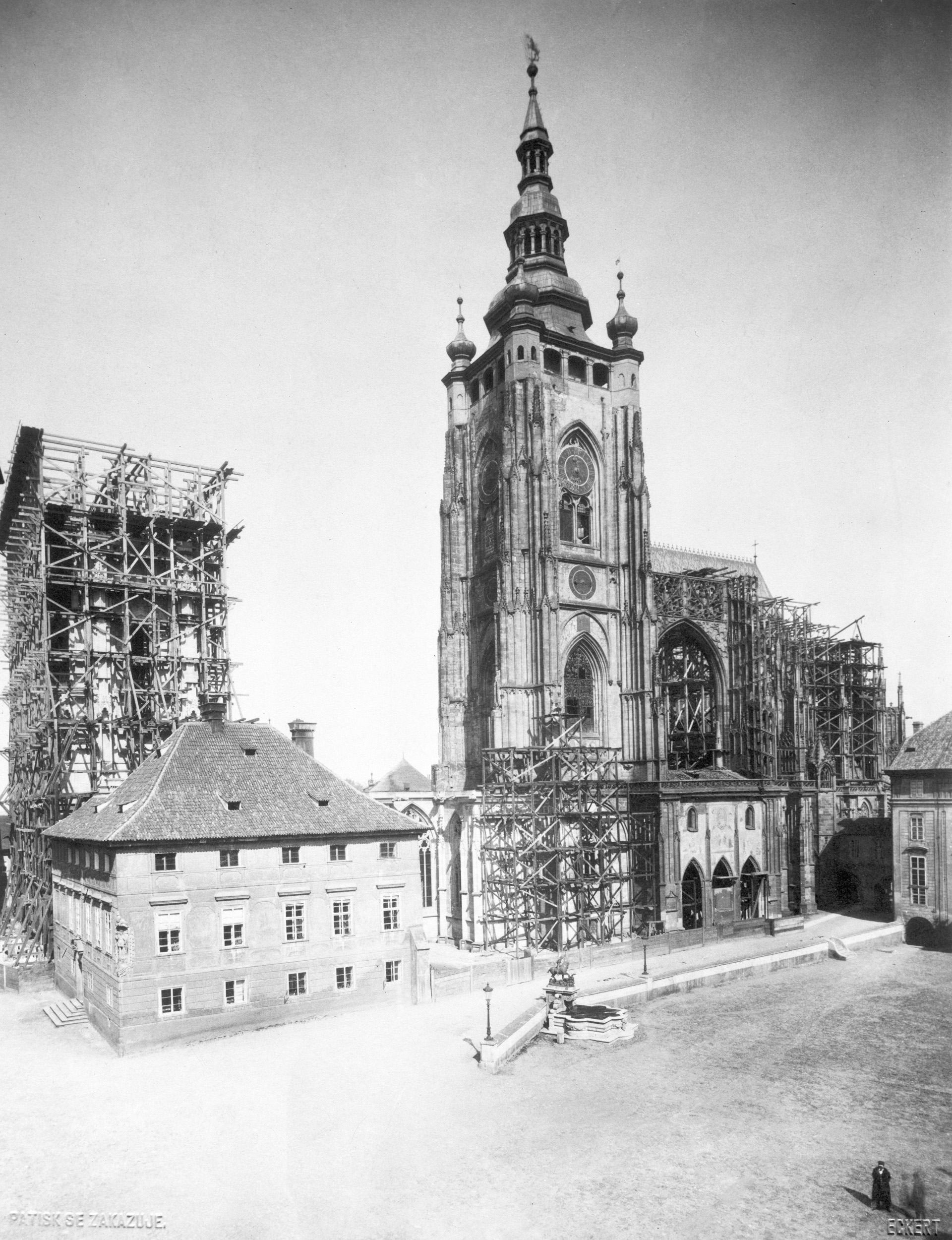
Budowa zachodniej części katedry w 1887 r.

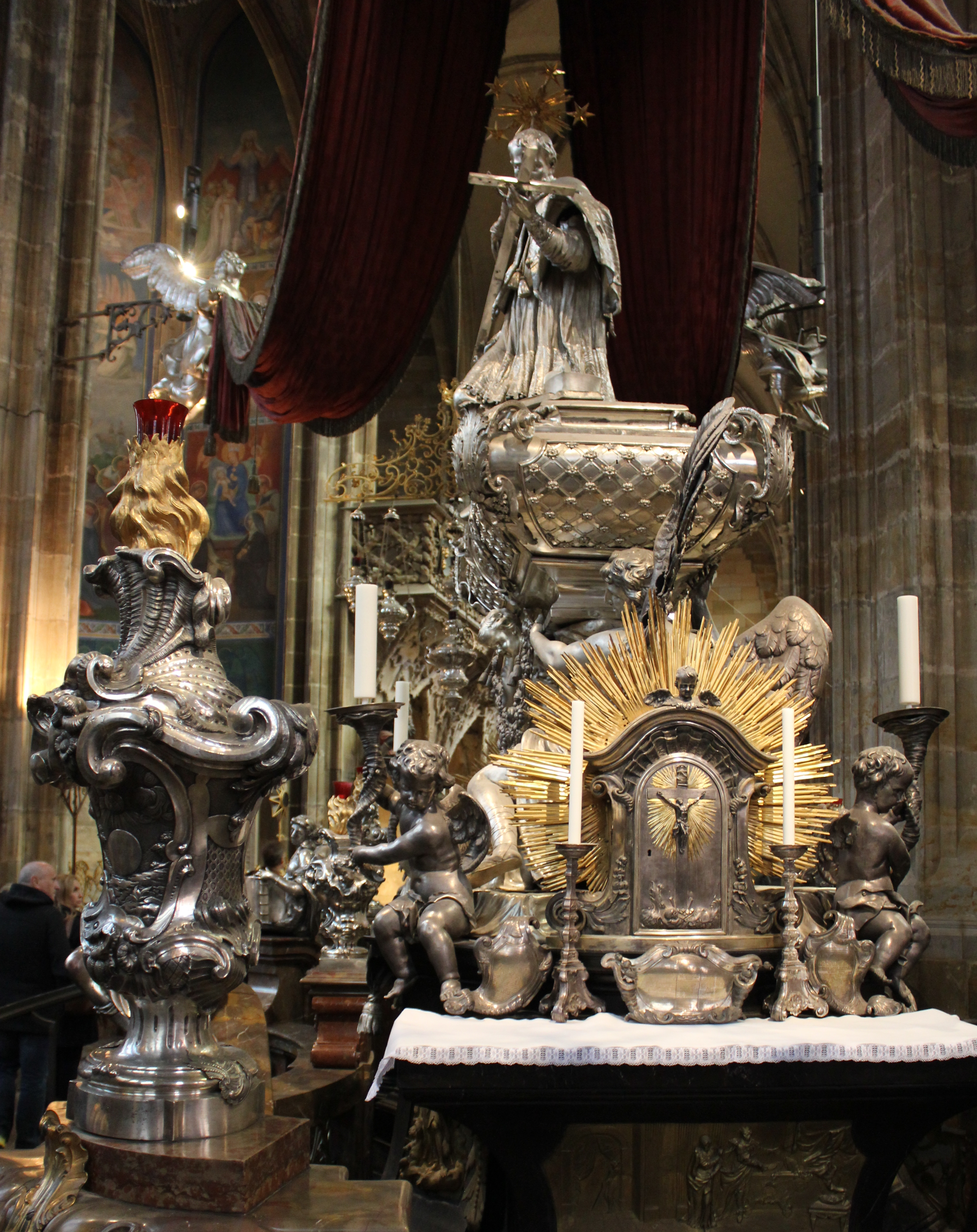
Nagrobek św. Jana Nepomucena
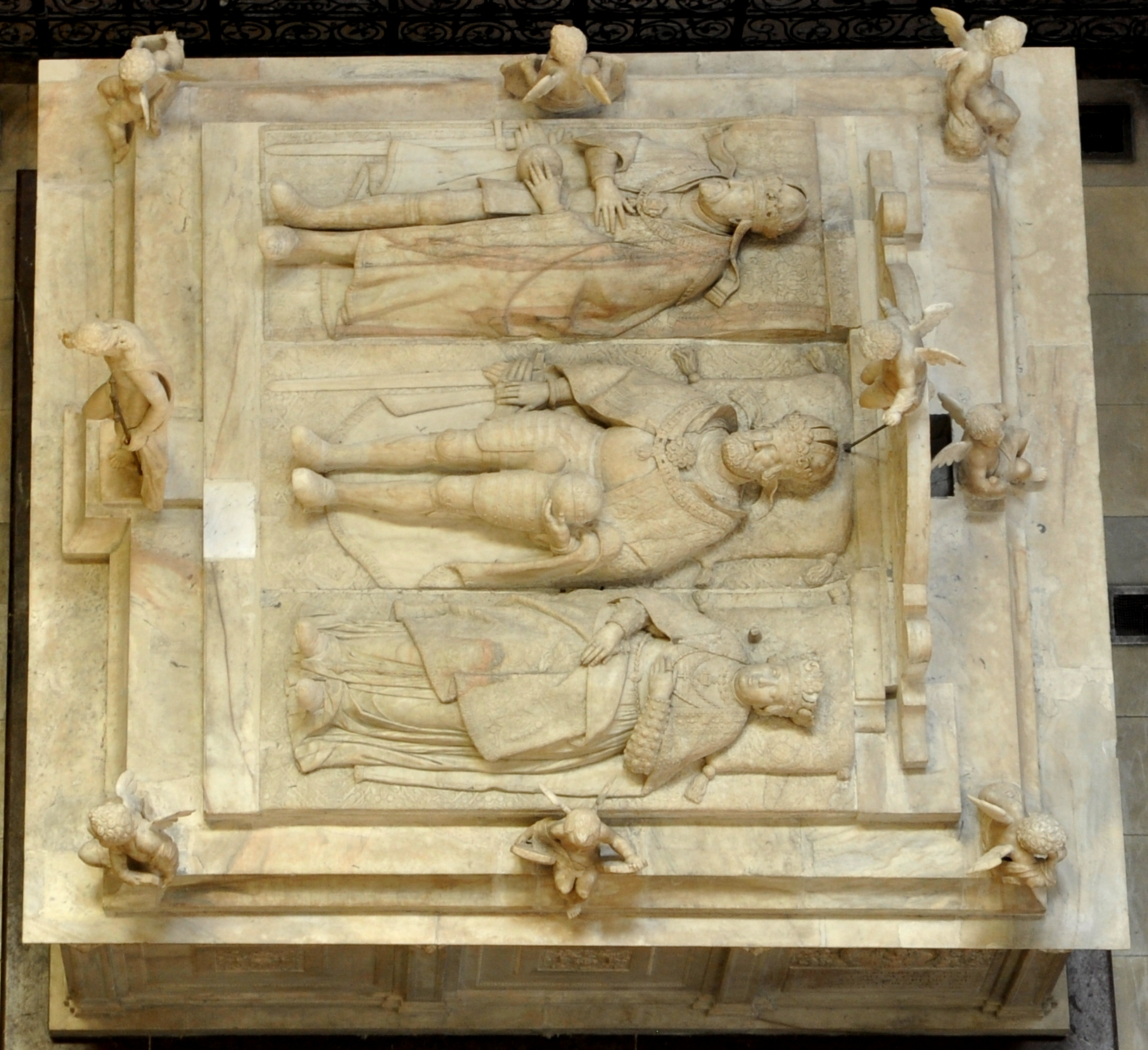
Mauzoleum Habsburgów - nagrobek Ferdynanda I, Anny Jagiellonki i  Maksymiliana II
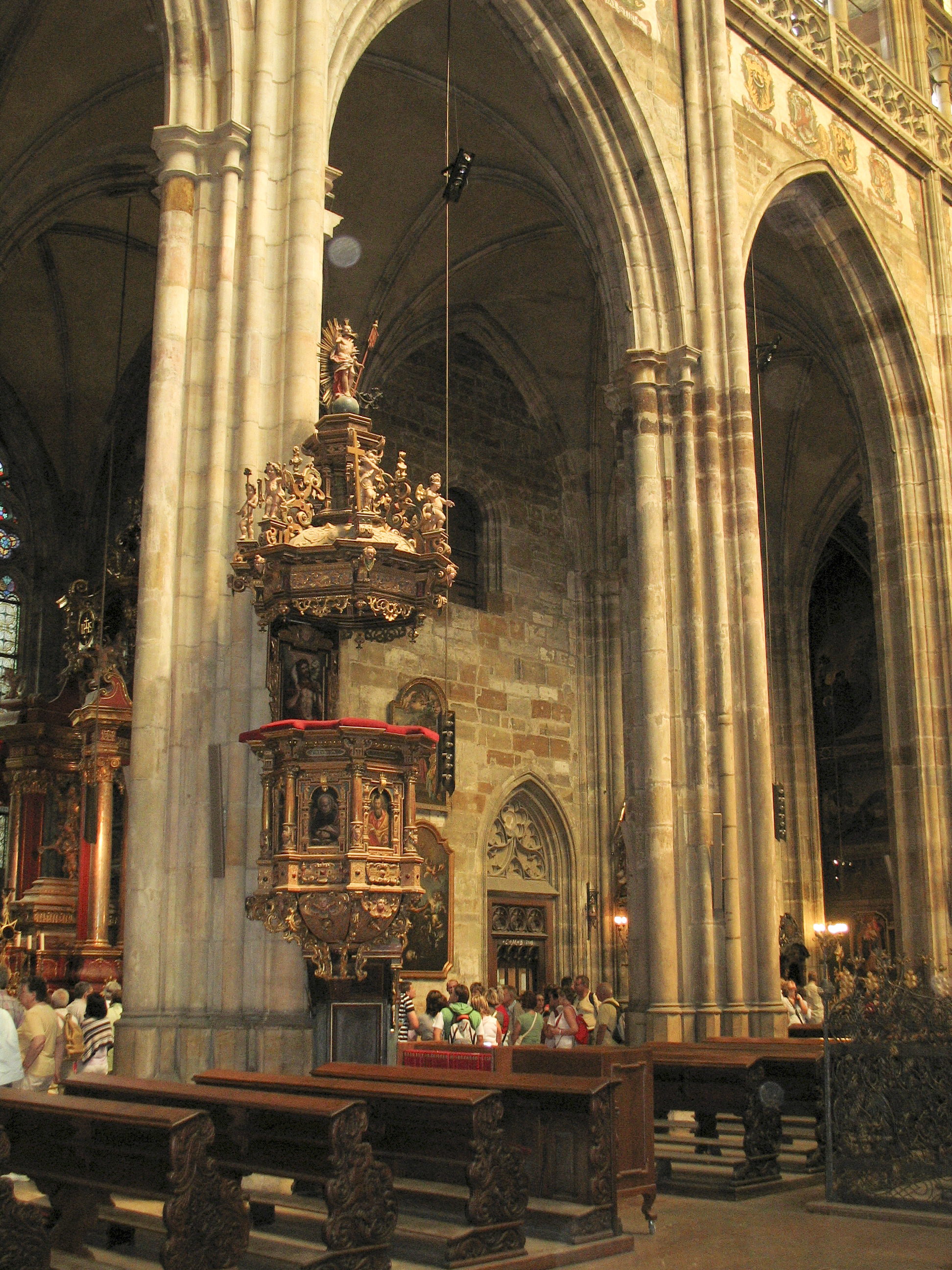
Barokowa ambona
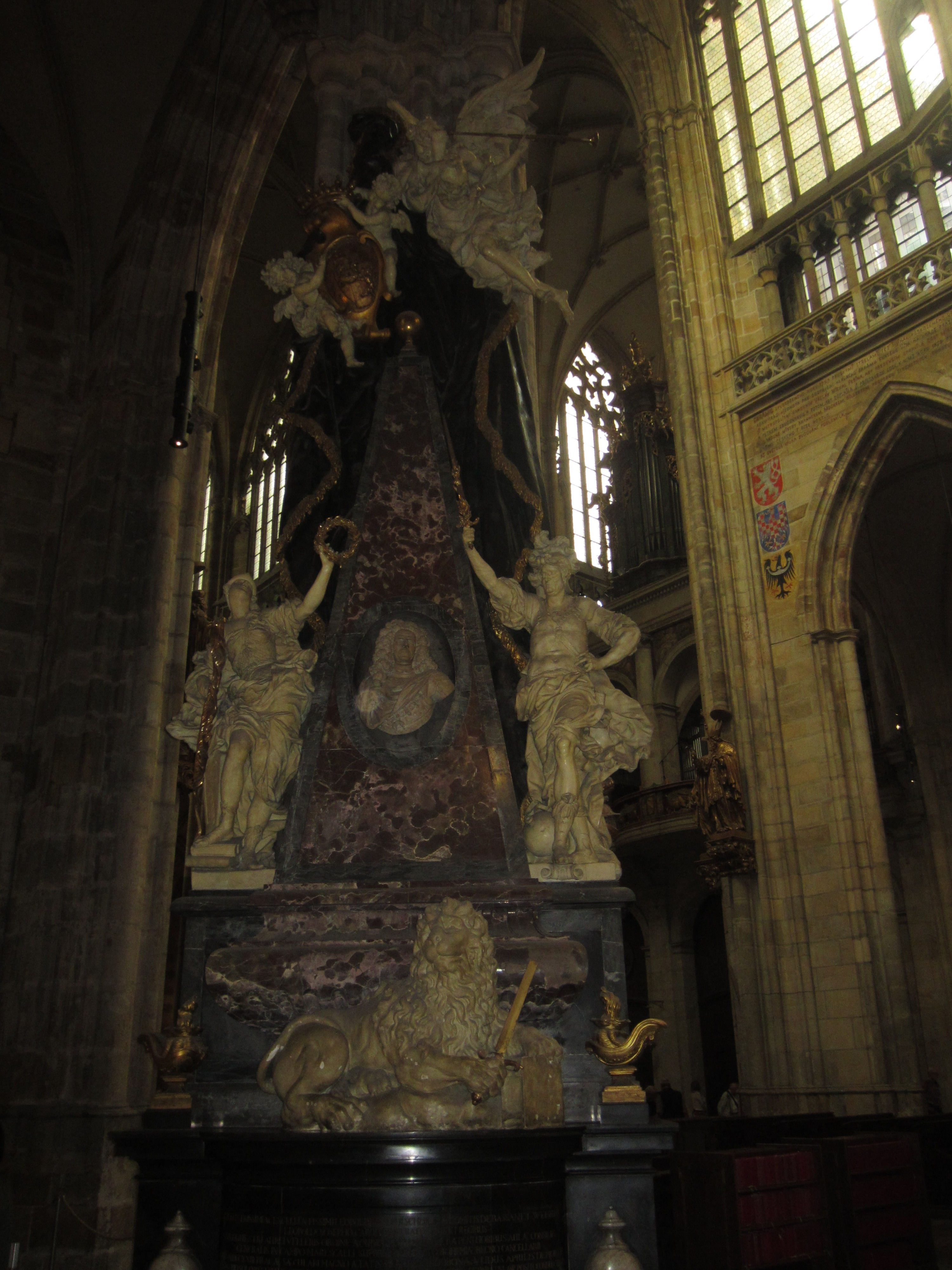
Pomnik nagrobny Leopolda Šlika

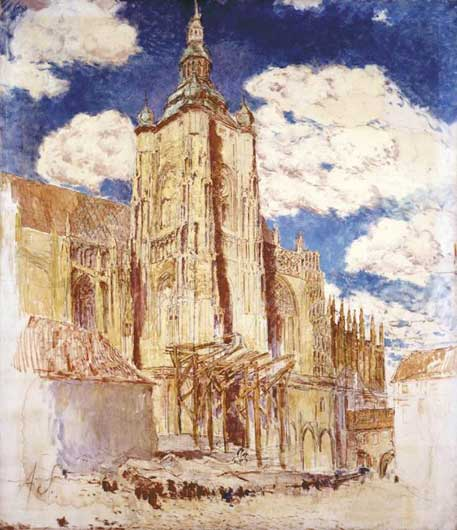
Antonín Slavíček, Widok katedry Św. Wita, ok. 1909
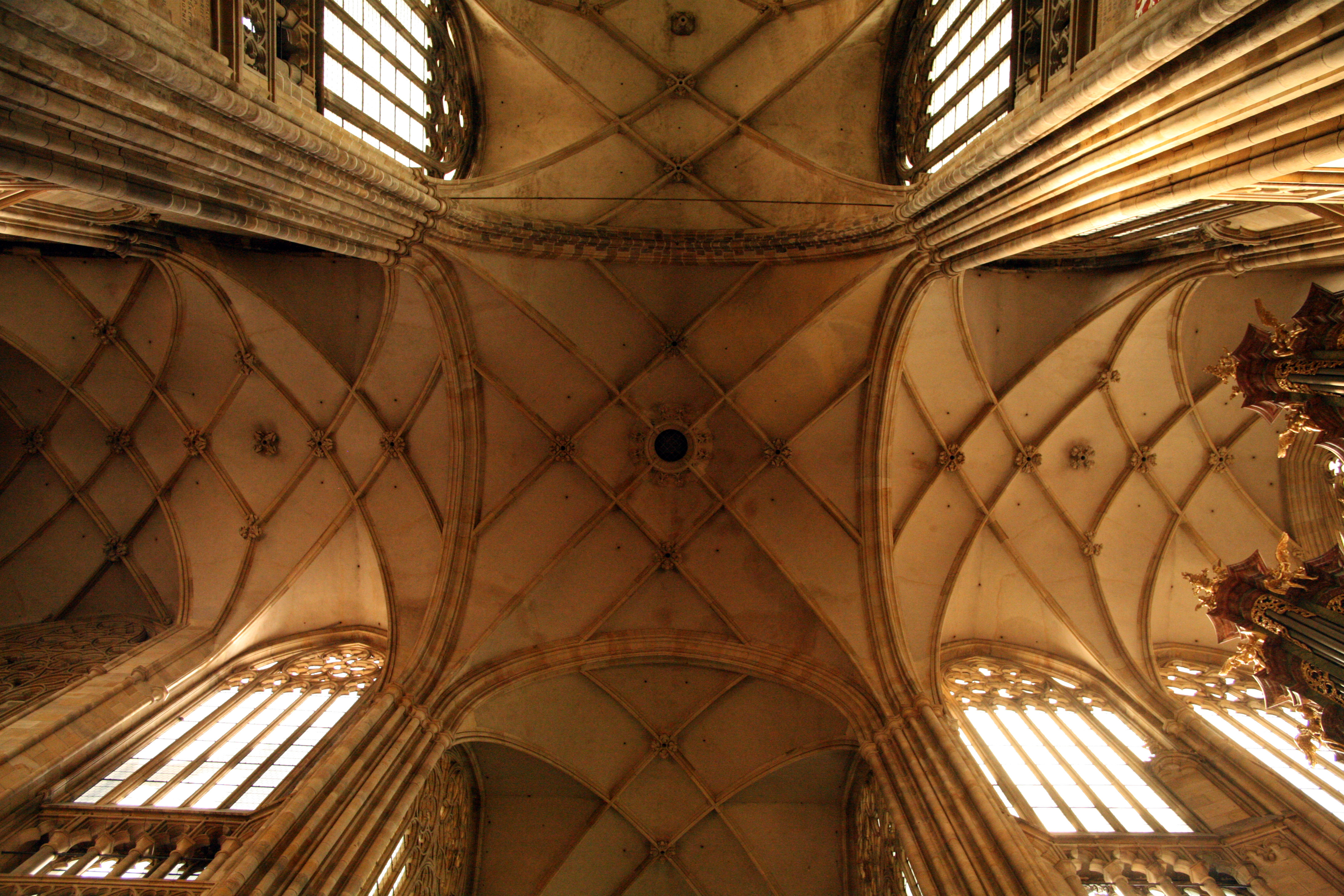
Sklepienie na skrzyżowaniu naw. Widoczna jednolitość między partiami gotyckimi (u góry) a neogotyckimi
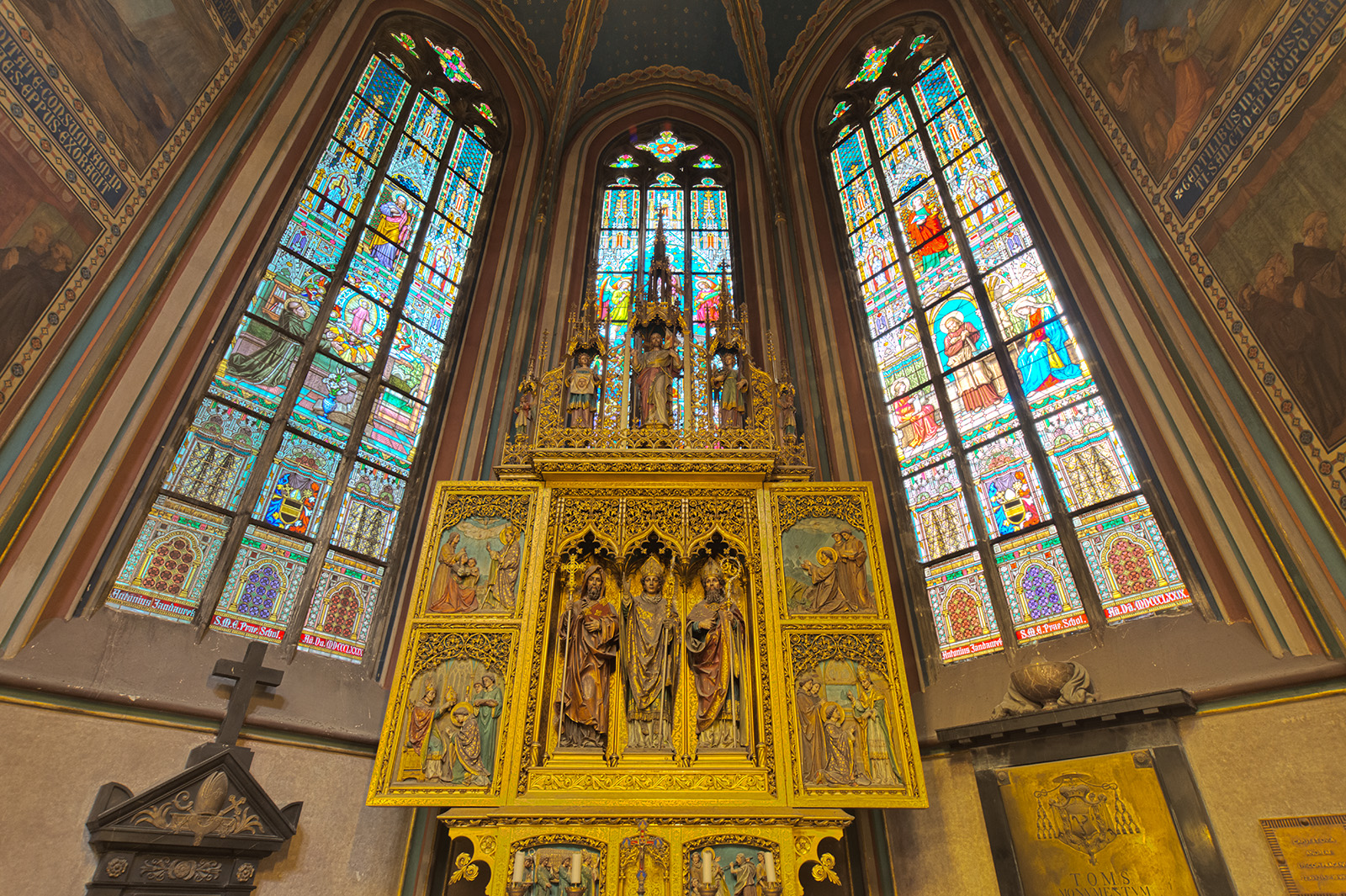
Wnętrze kaplicy świętego Wojciecha i Doroty
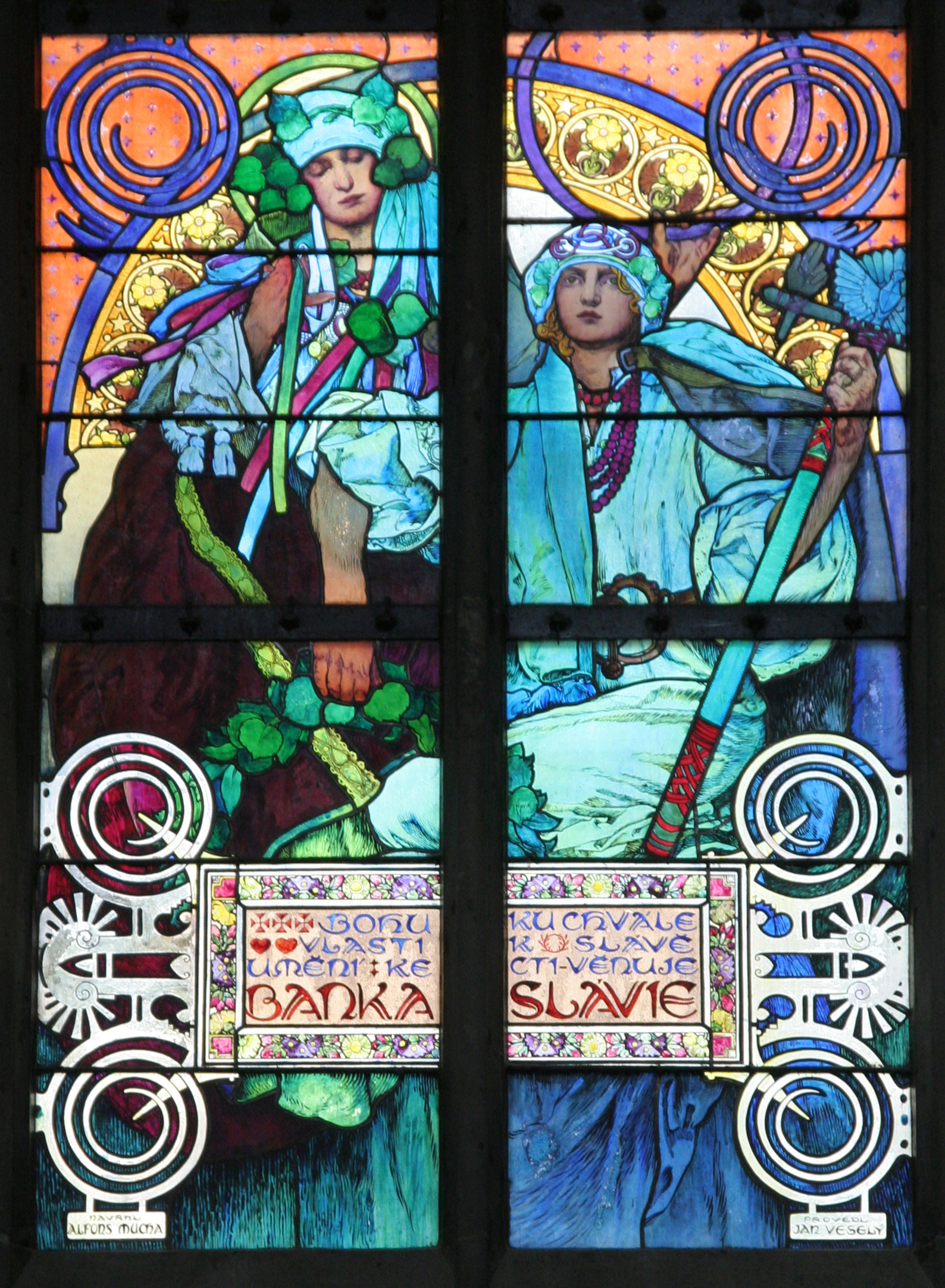
Fragment witraża Alfonsa Muchy